# Oradour-sur-Glane
Pour les articles homonymes, voir Oradour.
Oradour-sur-Glane est une commune française située dans le département de la Haute-Vienne, en région Nouvelle-Aquitaine. Ses habitants sont appelés les Radounauds, ou Radounaux (forme très peu usitée).
Le nom d'Oradour-sur-Glane reste attaché au massacre de sa population par la division SS Das Reich le 10 juin 1944. La petite cité est aujourd'hui divisée en deux entités, dont le centre de la mémoire constitue en quelque sorte le trait d'union : l'ancien village, conservé à l'état de ruine, qui témoigne des souffrances infligées aux habitants et gens de passage de cette petite bourgade, et le nouveau village, reconstruit quelques centaines de mètres plus loin.

## Géographie

### Localisation

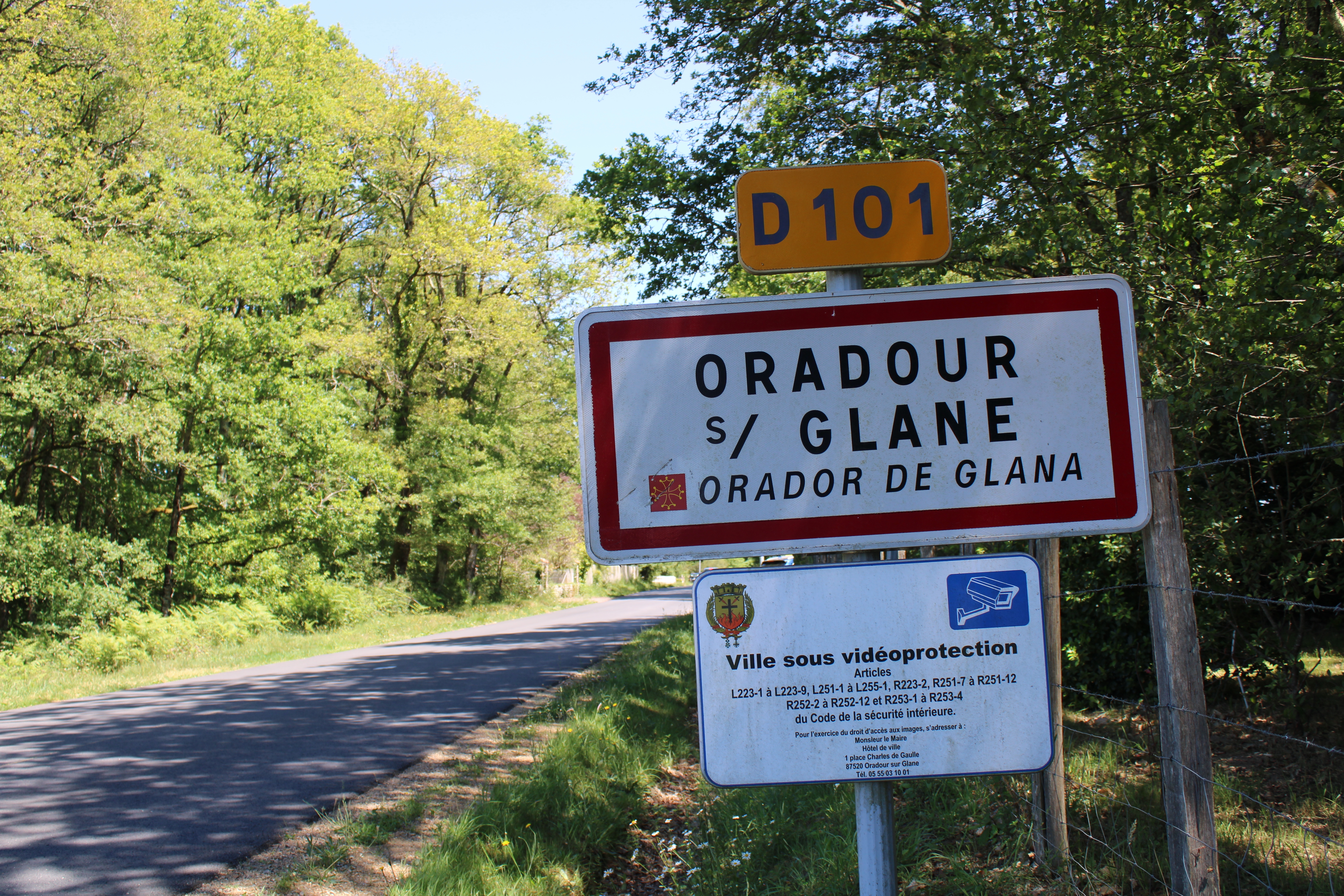
Entrée de la commune.

Le village est situé à environ 25 km au nord-ouest de Limoges et fait partie du canton de Saint-Junien, dans l'arrondissement de Rochechouart (Haute-Vienne). Il se situe dans la vallée de la Glane, rivière pittoresque qui a notamment inspiré le peintre Corot au XIXe siècle.

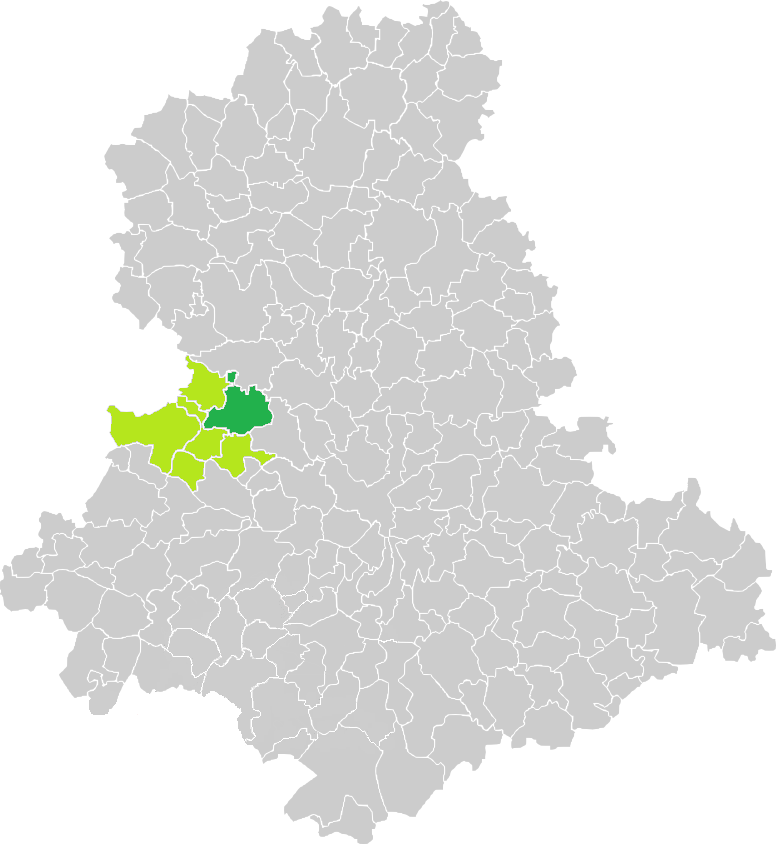
Oradour-sur-Glane (vert foncé) dans le canton de Saint-Junien-Est (vert clair).

### Communes limitrophes
Les communes limitrophes sont Cieux, Javerdat, Peyrilhac, Saint-Brice-sur-Vienne, Saint-Victurnien et Veyrac.
|                        | Cieux             | Peyrilhac |
| Javerdat               | Oradour-sur-Glane | Veyrac    |
| Saint-Brice-sur-Vienne | Saint-Victurnien  |           |

### Géologie et relief
La superficie de la commune est de 3 816 hectares ; l'altitude varie entre 227 et 312 mètres.

### Hydrographie
Le village est traversé par la Glane, une petite rivière qui est un affluent de la Vienne.

### Climat
Pour des articles plus généraux, voir Climat de la Nouvelle-Aquitaine et Climat de la Haute-Vienne.
Historiquement, la commune est exposée à un climat océanique limousin.
En 2020, Météo-France publie une typologie des climats de la France métropolitaine dans laquelle la commune est exposée à un climat océanique altéré et est dans une zone de transition entre les régions climatiques « Poitou-Charentes » et « Ouest et nord-ouest du Massif Central ».
Pour la période 1971-2000, la température annuelle moyenne est de 11,5 °C, avec une amplitude thermique annuelle de 14,8 °C. Le cumul annuel moyen de précipitations est de 978 mm, avec 13,9 jours de précipitations en janvier et 7,7 jours en juillet. Pour la période 1991-2020, la température moyenne annuelle observée sur la station météorologique la plus proche, située sur la commune de Saint-Junien à 11,35 km à vol d'oiseau, est de 12,0 °C et le cumul annuel moyen de précipitations est de 957,1 mm,. Pour l'avenir, les paramètres climatiques de la commune estimés pour 2050 selon différents scénarios d’émission de gaz à effet de serre sont consultables sur un site dédié publié par Météo-France en novembre 2022.

## Urbanisme

### Typologie
Au 1er janvier 2024, Oradour-sur-Glane est catégorisée commune rurale à habitat dispersé, selon la nouvelle grille communale de densité à sept niveaux définie par l'Insee en 2022.
Elle est située hors unité urbaine. Par ailleurs la commune fait partie de l'aire d'attraction de Limoges, dont elle est une commune de la couronne,. Cette aire, qui regroupe 127 communes, est catégorisée dans les aires de 200 000 à moins de 700 000 habitants,.

### Occupation des sols
L'occupation des sols de la commune, telle qu'elle ressort de la base de données européenne d’occupation biophysique des sols Corine Land Cover (CLC), est marquée par l'importance des territoires agricoles (74,4 % en 2018), en diminution par rapport à 1990 (78,8 %). La répartition détaillée en 2018 est la suivante : 
prairies (58,9 %), forêts (20,5 %), zones agricoles hétérogènes (11,7 %), zones urbanisées (4,7 %), terres arables (3,8 %), mines, décharges et chantiers (0,4 %). L'évolution de l’occupation des sols de la commune et de ses infrastructures peut être observée sur les différentes représentations cartographiques du territoire : la carte de Cassini (XVIIIe siècle), la carte d'état-major (1820-1866) et les cartes ou photos aériennes de l'IGN pour la période actuelle (1950 à aujourd'hui).

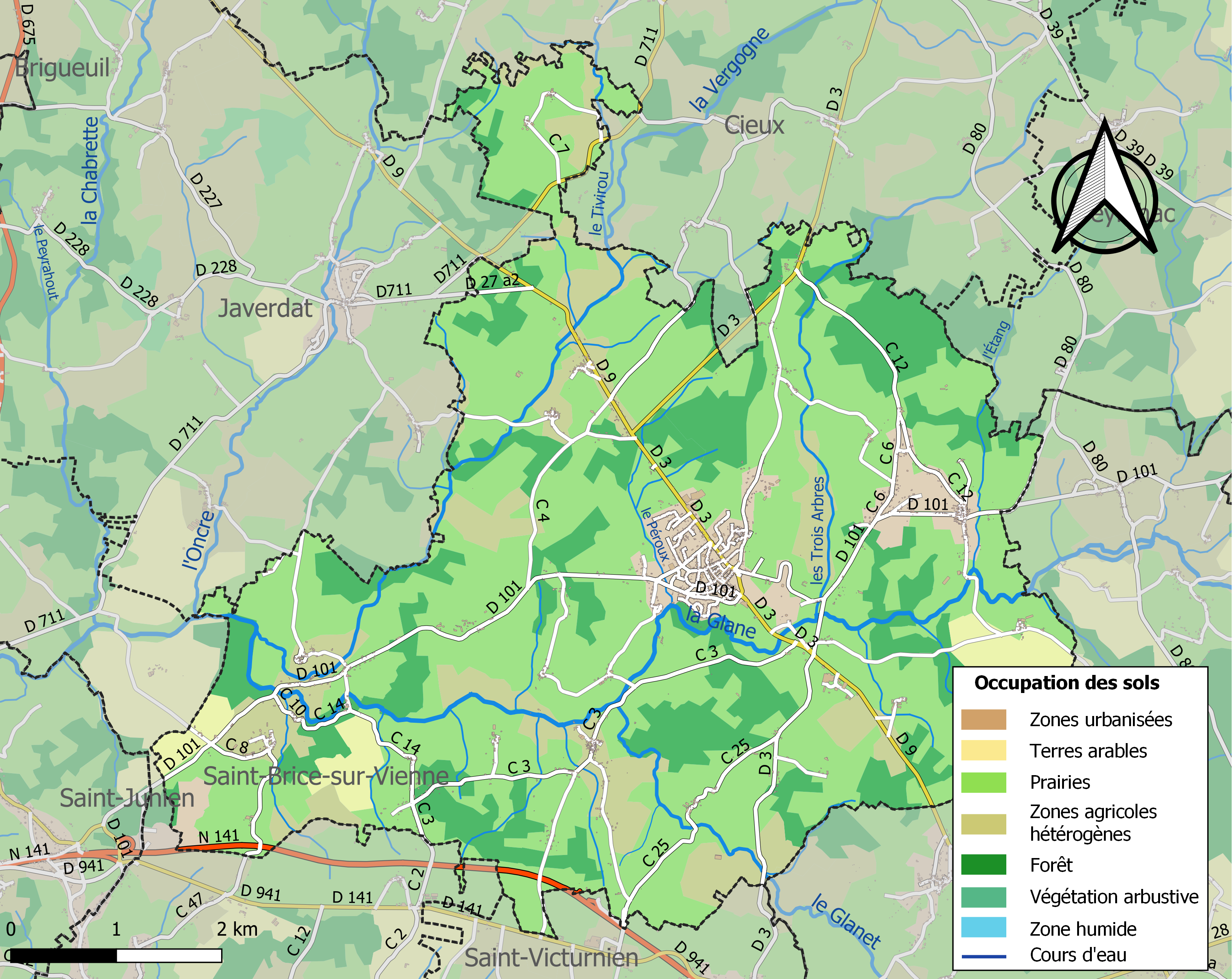
Carte des infrastructures et de l'occupation des sols de la commune en 2018 (CLC).

### Morphologie urbaine
La commune d'Oradour-sur-Glane comprend 37 villages : la Basse-Forêt, Bellevue, les Bordes, les Brandes, le Breuil, Châlet-Saint-Vincent, le Champ-du-Bois, les Chapelles, Chez-Bonnaud, Chez-Lanie, Chez-Penot, la Croix-du-Bois-du-Loup, les Cros, Dieulidou, la Fauvette, les Grattes, Laplaud, Lespinas, la Maillerie, le Mas-du-Puy, Masset, le Masférat, Mazenty, Mongénie, Orbagnac, le Pacage-du-Milieu, le Petit-Chêne, le Pradeau, le Repaire, le Theil, Theneix, les Trois-Arbres, la Tuilière-des-Bordes, la Tuilière-des-Herses, la Valade, Valeix, Villa-André.
Elle compte également des habitations isolées qui ne sont pas considérées comme des villages.

### Logement
En 2009, le nombre total de logements dans la commune était de 1 071, alors qu'il était de 948 en 1999.
Parmi ces logements, 90,2 % étaient des résidences principales, 5,4 % des résidences secondaires et 4,4 % des logements vacants. Ces logements étaient pour 90,8 % d'entre eux des maisons individuelles et pour 8,9 % des appartements.
La proportion des résidences principales, propriétés de leurs occupants était de 75,3 %, en hausse par rapport à 1999 (72,1 %). La part de logements HLM loués vides (logements sociaux) était de 9 % comme en 1999 (8,8 %), leur nombre ayant augmenté de 73 à 87.

### Risques majeurs
Le territoire de la commune d'Oradour-sur-Glane est vulnérable à différents aléas naturels : météorologiques (tempête, orage, neige, grand froid, canicule ou sécheresse) et séisme (sismicité faible). Il est également exposé à un risque technologique, le transport de matières dangereuses, et à un risque particulier : le risque de radon. Un site publié par le BRGM permet d'évaluer simplement et rapidement les risques d'un bien localisé soit par son adresse soit par le numéro de sa parcelle.

#### Risques naturels

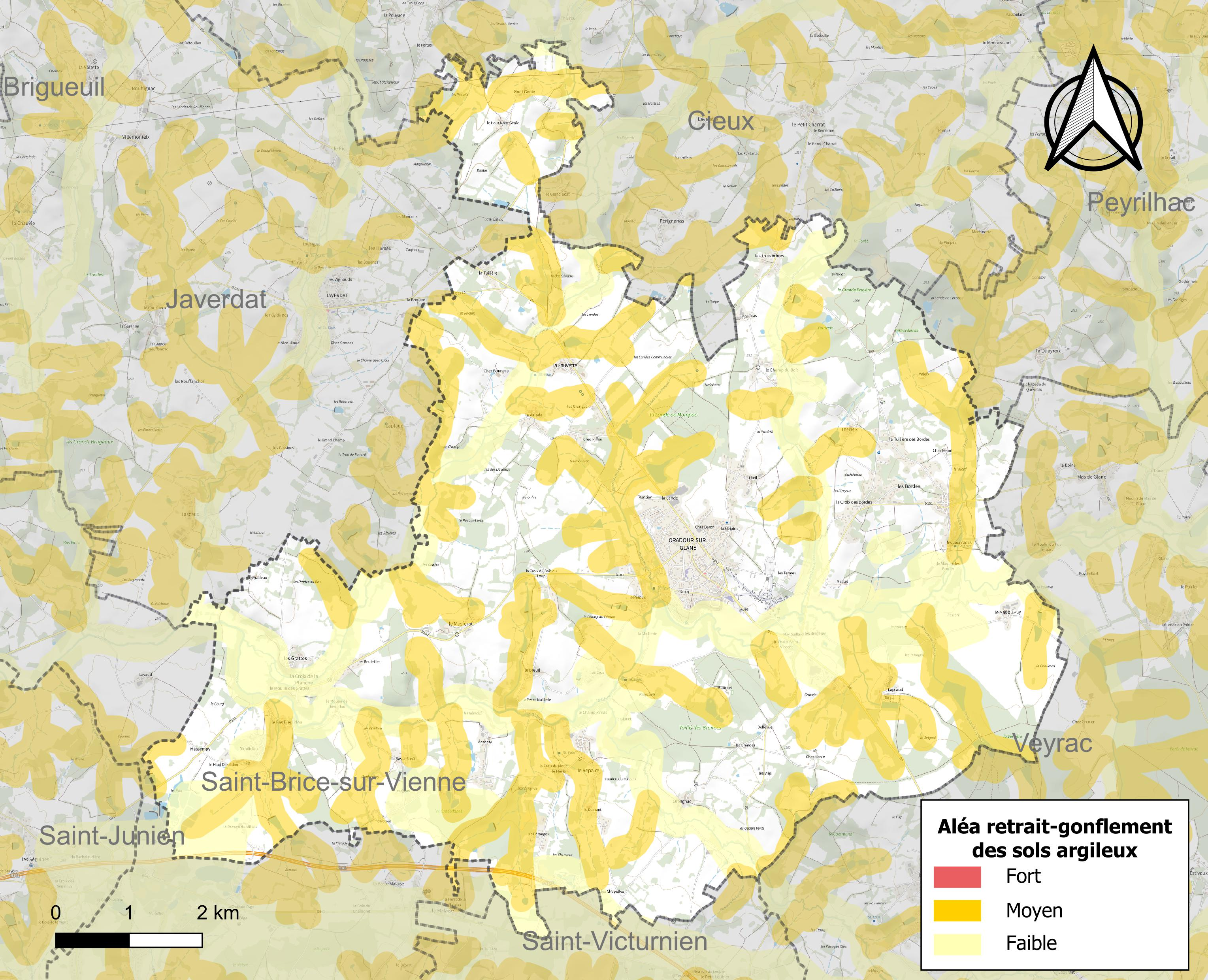
Carte des zones d'aléa retrait-gonflement des sols argileux d'Oradour-sur-Glane.

Le retrait-gonflement des sols argileux est susceptible d'engendrer des dommages importants aux bâtiments en cas d’alternance de périodes de sécheresse et de pluie. 33,1 % de la superficie communale est en aléa moyen ou fort (27 % au niveau départemental et 48,5 % au niveau national métropolitain). Depuis le 1er octobre 2020, en application de la loi ÉLAN, différentes contraintes s'imposent aux vendeurs, maîtres d'ouvrages ou constructeurs de biens situés dans une zone classée en aléa moyen ou fort,.
La commune a été reconnue en état de catastrophe naturelle au titre des dommages causés par les inondations et coulées de boue survenues en 1982, 1988, 1999 et 2021, par la sécheresse en 2018 et par des mouvements de terrain en 1999.

#### Risque particulier
Dans plusieurs parties du territoire national, le radon, accumulé dans certains logements ou autres locaux, peut constituer une source significative d’exposition de la population aux rayonnements ionisants. Selon la classification de 2018, la commune d'Oradour-sur-Glane est classée en zone 3, à savoir zone à potentiel radon significatif.

## Toponymie
Le nom d’Oradour, qui vient du mot occitan Orador, évolution du latin oratorium « oratoire » indique qu’il y avait là un lieu consacré à la prière, une chapelle, c’est-à-dire un autel et un lieu de prières pour les morts, qu’on enterrait alors au bord des routes et souvent au voisinage des carrefours, ou bien dans une petite chapelle privée adjointe à une grande maison (palais, château ou hôtel).
La première mention de ce toponyme se trouve dans la Chronique d'Étienne Maleu, prêtre et chanoine de l'église de Saint-Junien qui fut chargé par le Chapitre d'en écrire l'histoire. Dans cet ouvrage terminé en 1316, il est fait état, tout à fait incidemment, d'une villa appelée, en 1181, Deus-y-Do, aujourd'hui Dieulidou, et on y apprend aussi qu'en 1264 la paroisse de Oratorio supra Glanant avait pour seigneur le chapitre de chanoines de Saint-Junien.
En occitan limousin, le nom de la commune est Orador de Glana prononcé Ouradour dé Guiâno.
Le nom du lieu-dit Dieulidou vient du latin Deus illi donet, expression du souhait « Dieu le donne ».

## Histoire

### Moyen Âge
Oradour est un prieuré d'architecture romane, propriété d'une abbaye, sa seigneurie est ecclésiastique. Le clocher tour fortifié atteste de cette confusion des fonctions militaires et ecclésiastiques. En 1264, la paroisse de Oratorio supra Glanant avait pour seigneur le chapitre de chanoines de Saint-Junien, abbaye très ancienne.

### Époque moderne
Oradour est inféodé à un seigneur laïc relevant de la châtellenie de Savignac. On trouve Catherine de La Celle, seignoresse d'Oradour-sur-Glane, qui épouse Hélie de Neuville, seigneur de Neuville et de Plaigne. Leur fille Catherine de Neuville, dame d'Oradour-sur-Glane, épouse le 11 juillet 1419 Jehan II de Gain ou de Gaing, chevalier, seigneur de Linars. La seigneurie reste dans cette famille jusqu'au mariage de Jehanne de Gain, dame d'Oradour, qui la fait entrer dans la famille de Jean de Lescours, baron de Savignac. Leur fils François III de Lescours, baron de Savignac, pendant 6 générations jusqu'à Armand-François de Lescours, seigneur d'Oradour, marié le 28 novembre 1718 avec Thérèse de Vertamont. En 1789, Michel Landry, comte de Lescours, chevalier, seigneur d'Oradour-sur-Glane et Laplaud, chevalier de Saint-Louis, se fait représenter à l'Assemblée primaire de la Noblesse du Limousin.

### Époque contemporaine
Durant le Premier Empire, Oradour compte parmi ses habitants le chirurgien Major Gabriel Laverine. Celui-ci, alors chirurgien en chef des armées d'Italie en 1809, procède aux premières applications de l'électricité à la thérapeutique (aujourd'hui appelée électrothérapie). À ce titre il a de nombreux échanges avec Antonio Scarpa et Alessandro Volta. Ses recherches s'inscrivent dans un contexte où les Guerres napoléoniennes ont un impact sur les progrès de la Chirurgie. Par la suite, il est maire d'Oradour à partir de 1821.
Au début du XXe siècle, le village d'Oradour se modernise avec notamment l'arrivée de l'électricité et la construction d'une ligne de tramways des chemins de fer départementaux de la Haute-Vienne, qui la relie à Limoges, distante d'une vingtaine de kilomètres au sud-est. Le recensement de 1936 fait état d'une population de 1 574 âmes. Outre tous ses commerces, Oradour possède une harmonie municipale, une société de pêche et trois écoles.
Oradour-sur-Glane était alors une petite bourgade limousine active et ordinaire, avec ses commerces, cafés-hôtels, boutiquiers et artisans. Elle vit principalement de l'agriculture jusqu'à la crise du secteur, qui fait se dépeupler lentement les campagnes. Il ne reste en effet plus que deux exploitations agricoles en 1944 sur la commune.

### Début de la Seconde Guerre mondiale
En 1940, la guerre mobilise 168 hommes de la commune dont 113  rentreront au village dès l'Armistice.
Malgré la proximité immédiate de groupes de résistants et l'accueil de réfugiés lorrains expulsés de Charly-Oradour, un village mosellan nommé ainsi après la guerre en hommage aux victimes, dont 39 venaient de ce petit village, l'endroit est relativement épargné par la guerre jusqu'au massacre. La population, comme dans la plus grande partie de la France, après avoir adhéré aux idées et à la personne du maréchal Pétain, émet des critiques de plus en plus virulentes à l'égard de la politique collaborationniste, attendant fermement une victoire des Alliés. Des habitants d'Oradour font partie des maquis FFI, d'autres d'une filière d'évasion de pilotes alliés.

### Massacre d'Oradour-sur-Glane

Carte montrant le village ancien et moderne.

Les perpétrateurs du massacre appartiennent à la 3e compagnie du 1er bataillon de Panzergrenadier, commandé par le Sturmbannführer (Commandant)  Adolf Diekmann, du 4e SS-Panzer-Regiment  Der Führer, de la 2eSS-Panzer-Division Das Reich.
Cette division était basée spécialement dans le sud-ouest afin de lutter contre les maquisards galvanisés par le débarquement allié en Normandie. Constamment harcelée dans leur progression par les Forces françaises de l'intérieur (FFI), elle riposte par de sanglantes représailles.
Le 9 juin 1944, à Tulle libérée depuis l'avant-veille par la Résistance, 99 hommes sont pendus.
Le 10 juin 1944, après l'arrivée des Allemands dans le bourg d'Oradour-sur-Glane, le garde champêtre fait savoir aux habitants qu'ils doivent tous se rassembler, sans aucune exception et sans délai, sur la place du Champ-de-Foire située à l'intérieur du village, munis de leurs papiers, pour une vérification d’identité.
Les SS pénètrent dans toutes les maisons, et, sous la menace de leurs armes, obligent tout le monde, même les malades, à se rendre sur le lieu de rassemblement. Un à un ou par groupes, conduits et surveillés par des SS, les villageois se massent peu à peu sur le Champ-de-Foire. Les Allemands vont aussi chercher des habitants des hameaux voisins. Les cultivateurs doivent abandonner leurs travaux en cours. Plusieurs personnes qui n'obéissent pas aux ordres sont abattues sur le champ.
Les Allemands séparent la population en deux groupes : d'un côté les femmes et les enfants, de l'autre les hommes.

#### Massacre des hommes
Les hommes sont emmenés, regroupés et répartis dans six lieux différents bien choisis, avec peu d'ouvertures pour ne pas s'enfuir : granges, cours, remises, où ils sont mitraillés, puis les corps sont recouverts de fagots et de bottes de paille auxquels les SS mettent le feu. Selon quelques rescapés, les SS tirent bas et dans les jambes de leurs victimes ; le feu est allumé sur des hommes blessés mais encore vivants. La déclaration de Robert Hébras, un des six rescapés, établit qu'ils parlaient encore ; certains, légèrement blessés, ont pu s'échapper, la plupart des autres ont certainement été brûlés vifs.

#### Massacre des femmes et des enfants

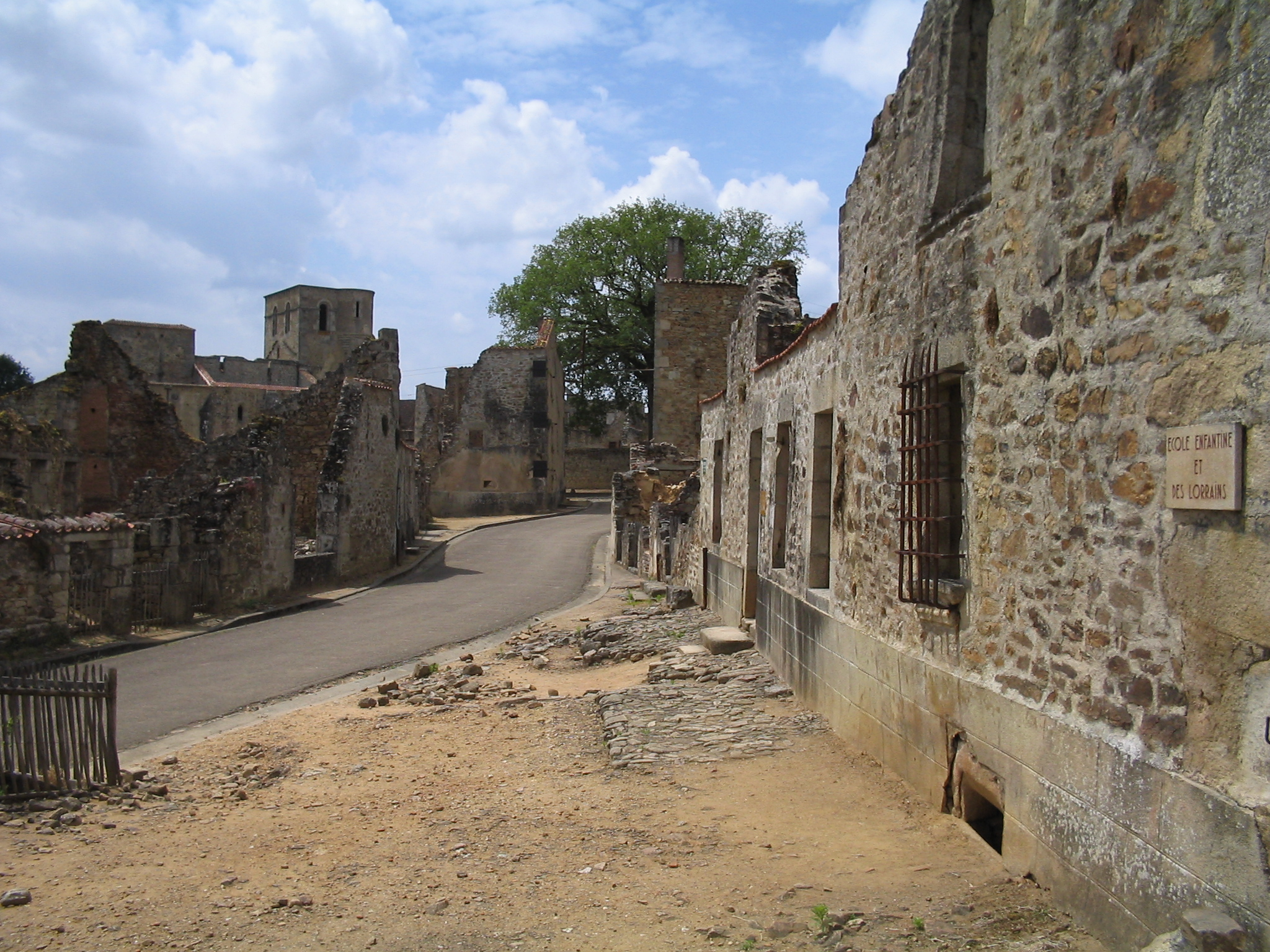
Vestiges de l'école primaire.

Le groupe emmené et enfermé dans l’église comprend toutes les femmes et tous les enfants du village. Des soldats placent dans la nef, près du chœur, une sorte de caisse assez volumineuse de laquelle dépassent des cordons qu'ils laissent traîner sur le sol. Ces cordons ayant été allumés, le feu se communique à l'engin, qui contient un gaz asphyxiant (c'était la solution prévue) et explose par erreur ; une fumée noire, épaisse et suffocante se dégage. Une fusillade éclate dans l'église ; puis de la paille, des fagots, des chaises de l'église sont jetés pêle-mêle sur les corps qui gisent sur les dalles du sol. Les SS y mettent ensuite le feu. Des débris de 1,20 m de hauteur recouvrent les corps.
Une seule femme survit au carnage : Marguerite Rouffanche, née Thurmeaux. Son témoignage constitue tout ce qu'il est possible de savoir du drame. Elle a perdu dans la tuerie son mari, son fils, ses deux filles et son petit-fils âgé de sept mois.
Le chœur de l’église comprenant trois ouvertures, dans un instinct de survie, Marguerite Rouffanche se dirige vers la plus grande, celle du milieu, et à l'aide d'un escabeau qui servait à allumer les cierges, elle parvient à l’atteindre. Le vitrail étant brisé, elle se jette par l'ouverture. Après un saut de trois mètres, elle atterrit au pied de l’église sur un fourré et elle est blessée par un SS en fuyant vers un jardin voisin. Dissimulée parmi des rangs de petits pois, elle n'est délivrée que le lendemain vers 17 heures.

#### Autres massacres

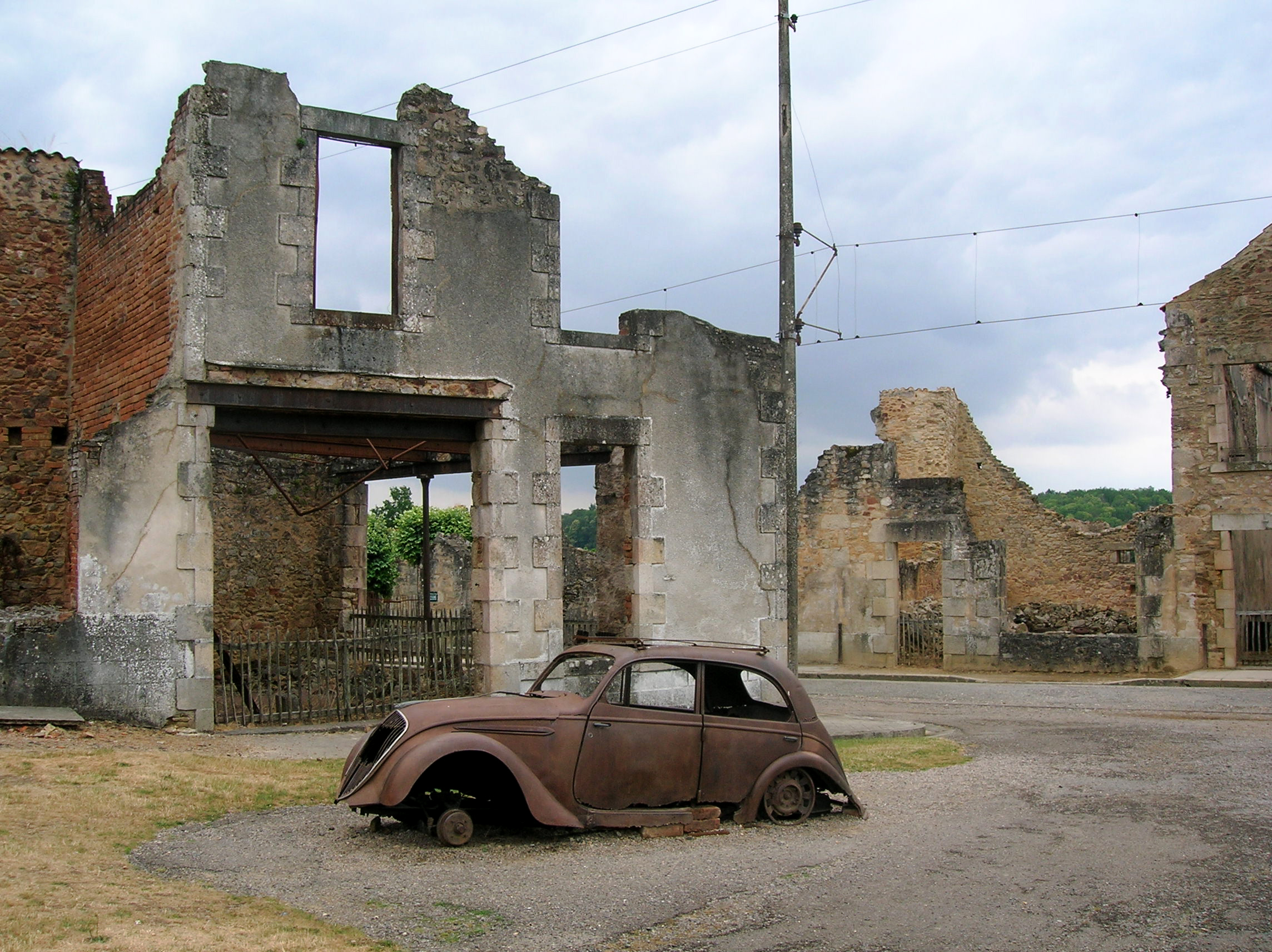
Carcasse de Peugeot 202 du médecin au milieu des ruines.

Les SS inspectent de nouveau les maisons du bourg ;  ils y tuent tous les habitants qui avaient pu échapper à leurs premières recherches, en particulier ceux que leur état physique avait empêchés de se rendre sur le lieu du rassemblement. C'est ainsi que les équipes de secours trouveront dans diverses habitations les corps brûlés de quelques vieillards impotents.
Un envoyé spécial des FFI, présent à Oradour dans les tout premiers jours après la tuerie, indique qu'on a recueilli dans le four d'un boulanger les restes calcinés de cinq personnes : le père, la mère et leurs trois enfants.
Un puits renfermant de nombreux cadavres est découvert dans une ferme : trop décomposés pour être identifiés, ils seront laissés sur place.
Au total, au moins 643 personnes ont donc été massacrées lors de cette journée.

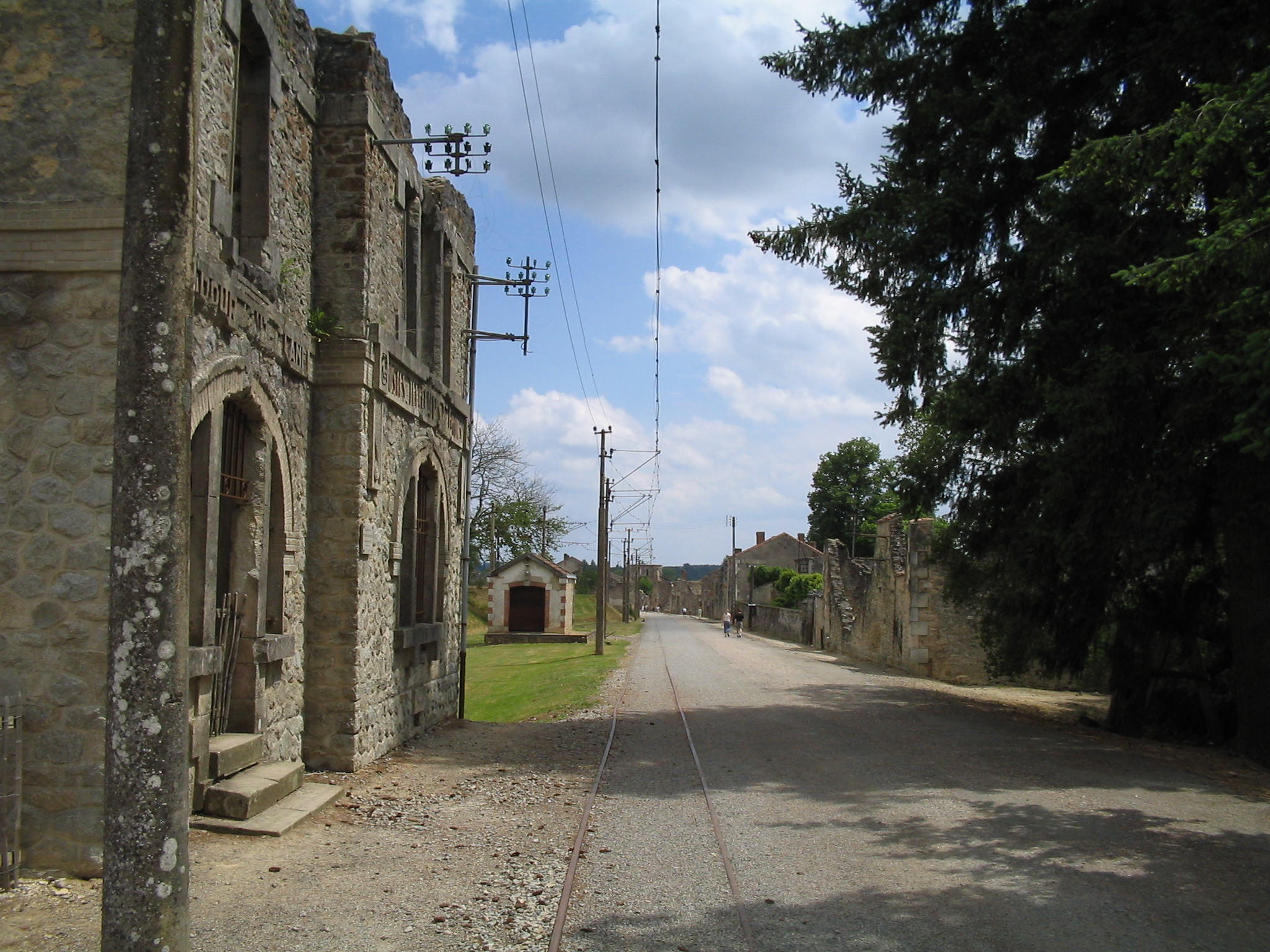
Détail des rails et de la caténaire d'alimentation du tramway.
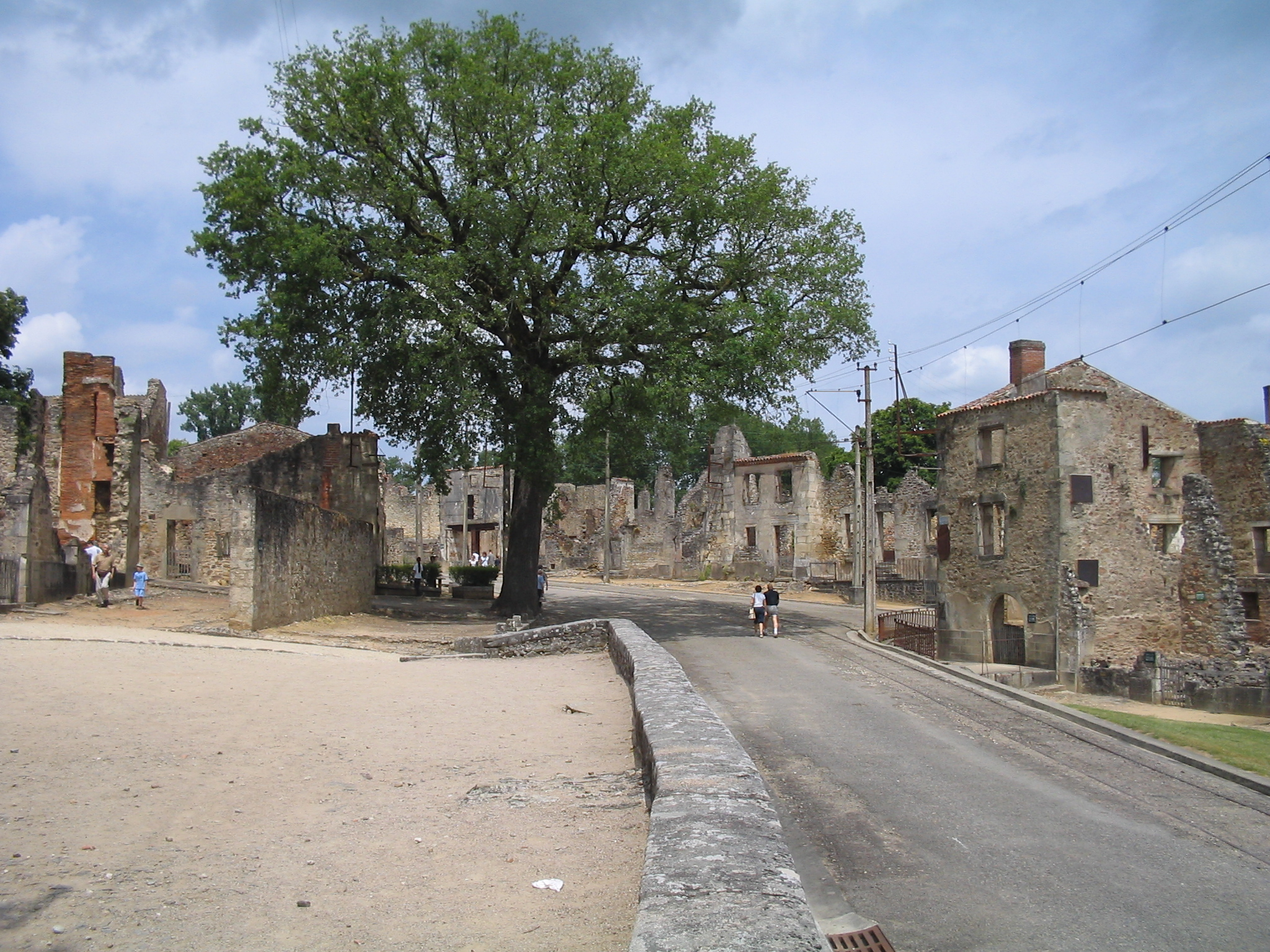
Rue principale du village, entrée Est.
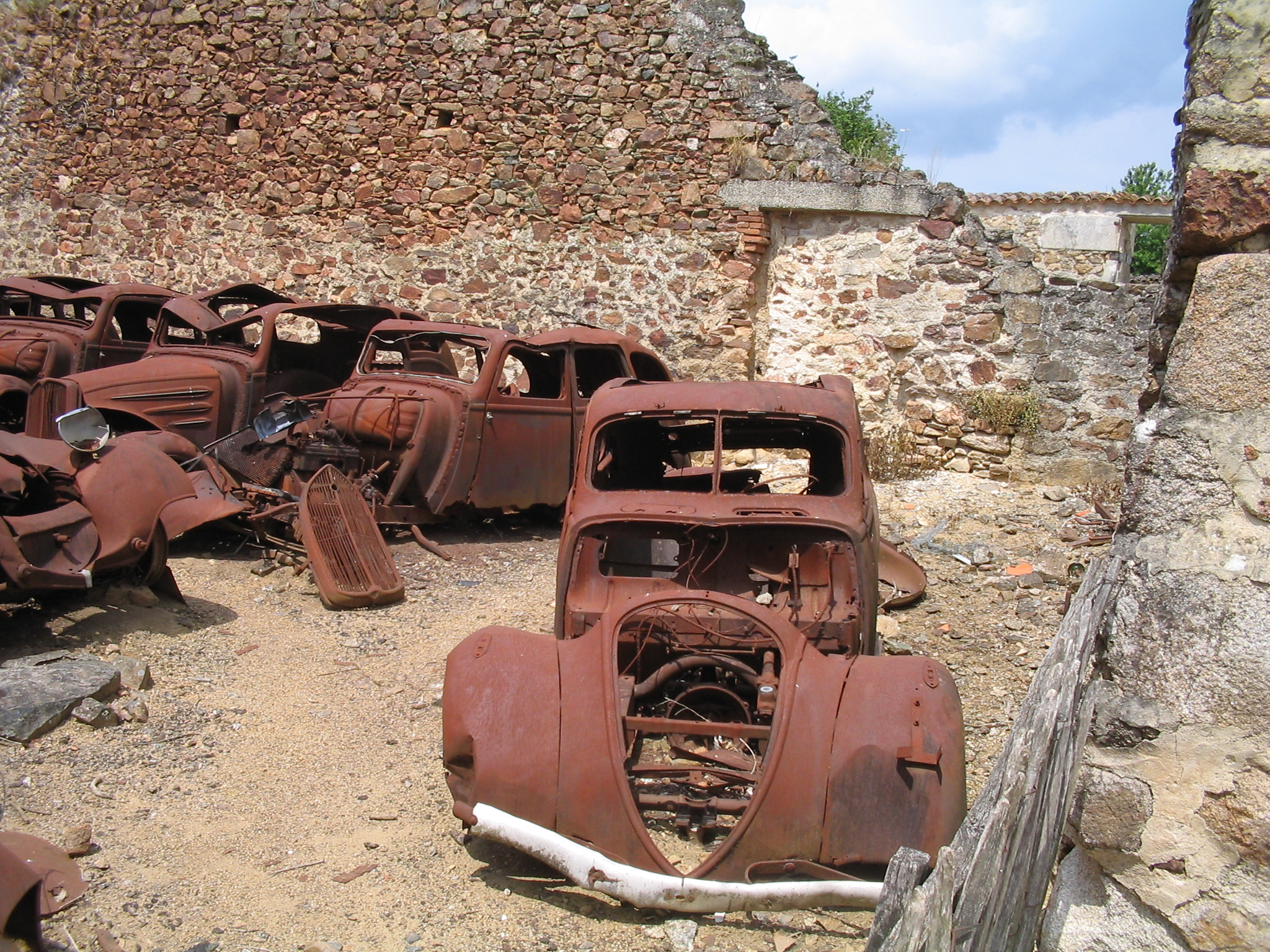
Carcasses de voitures calcinées dans un garage.
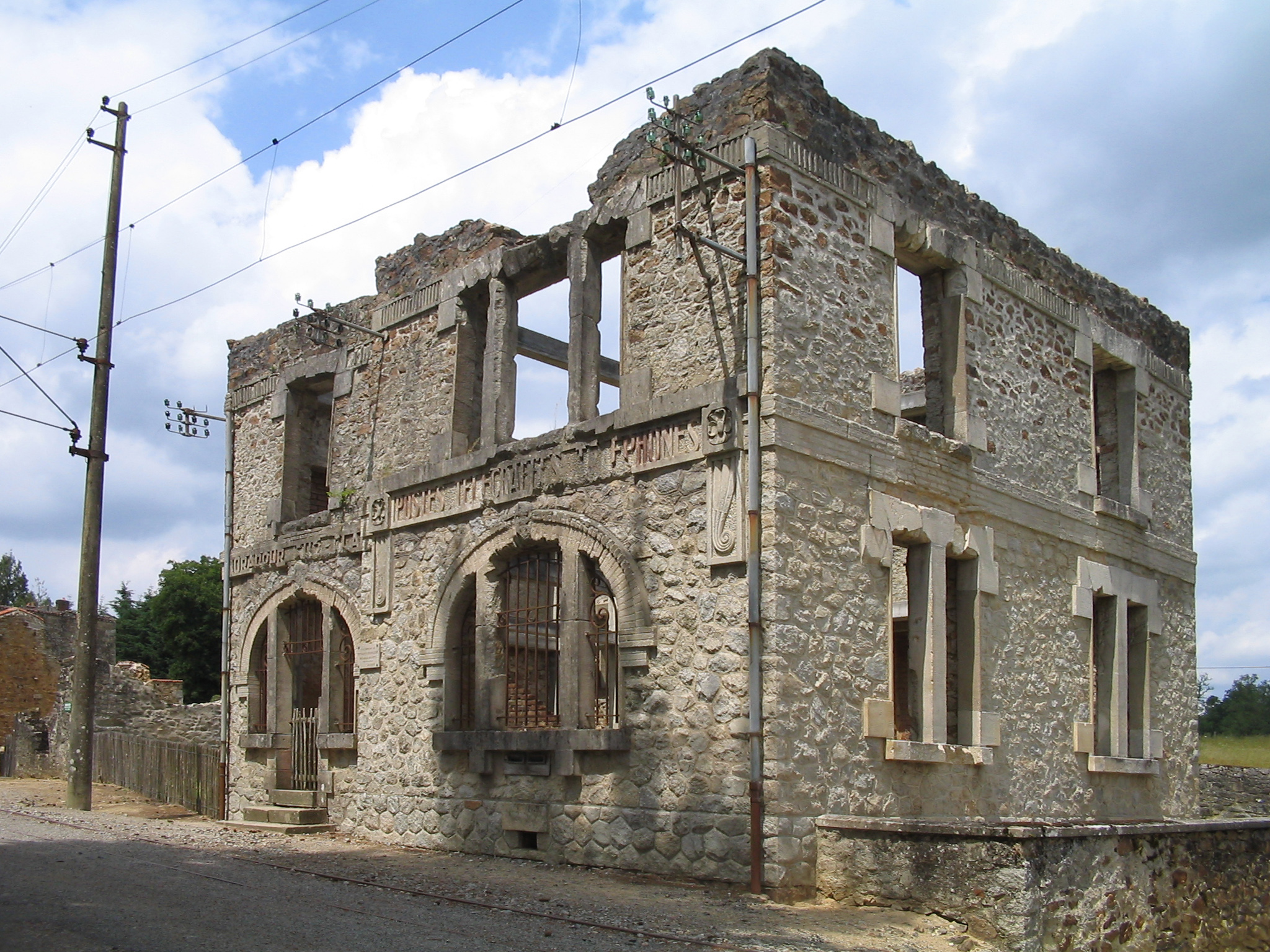
Bureau de poste du village.
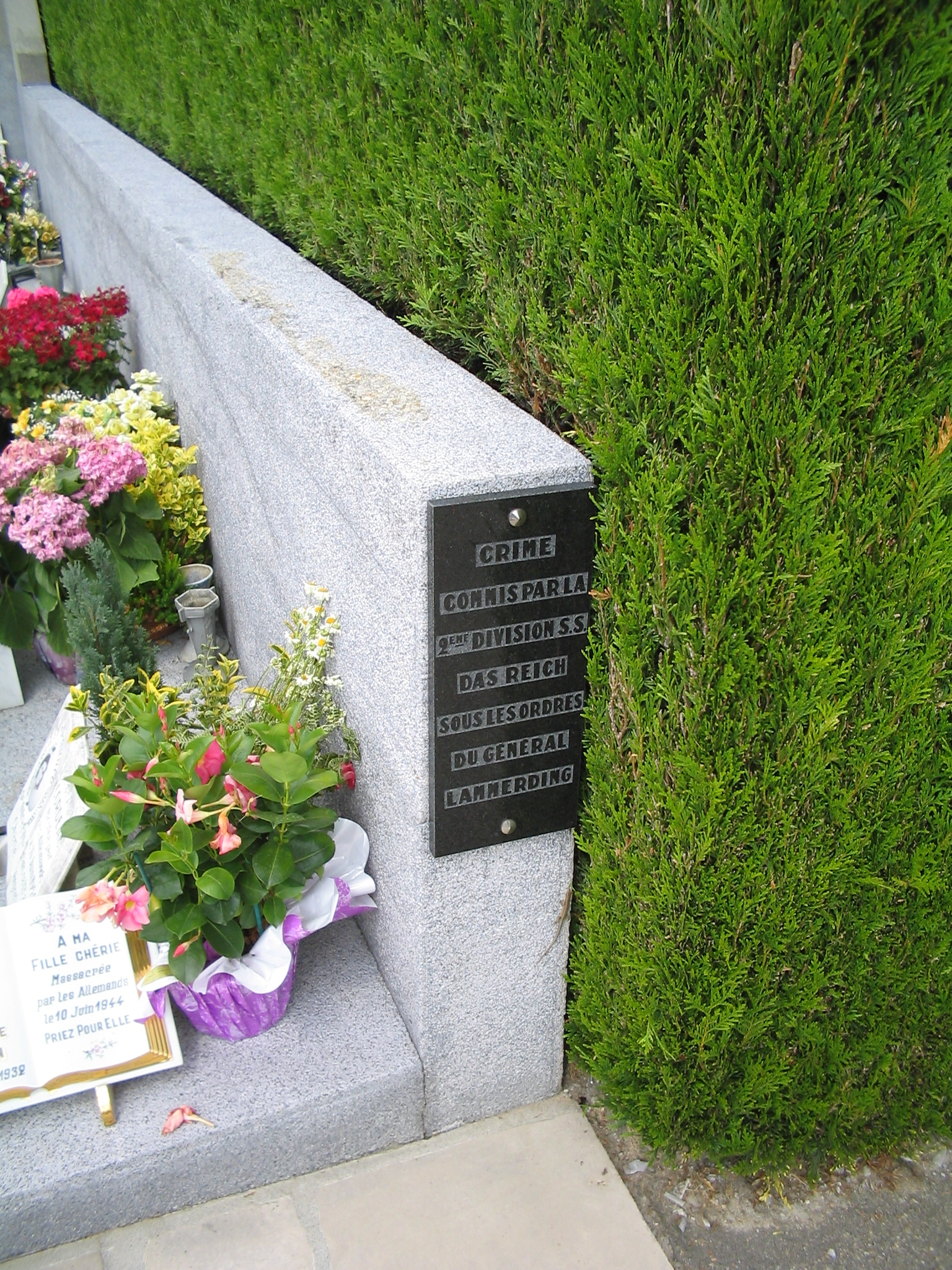
Plaque souvenir à l'entrée du cimetière.
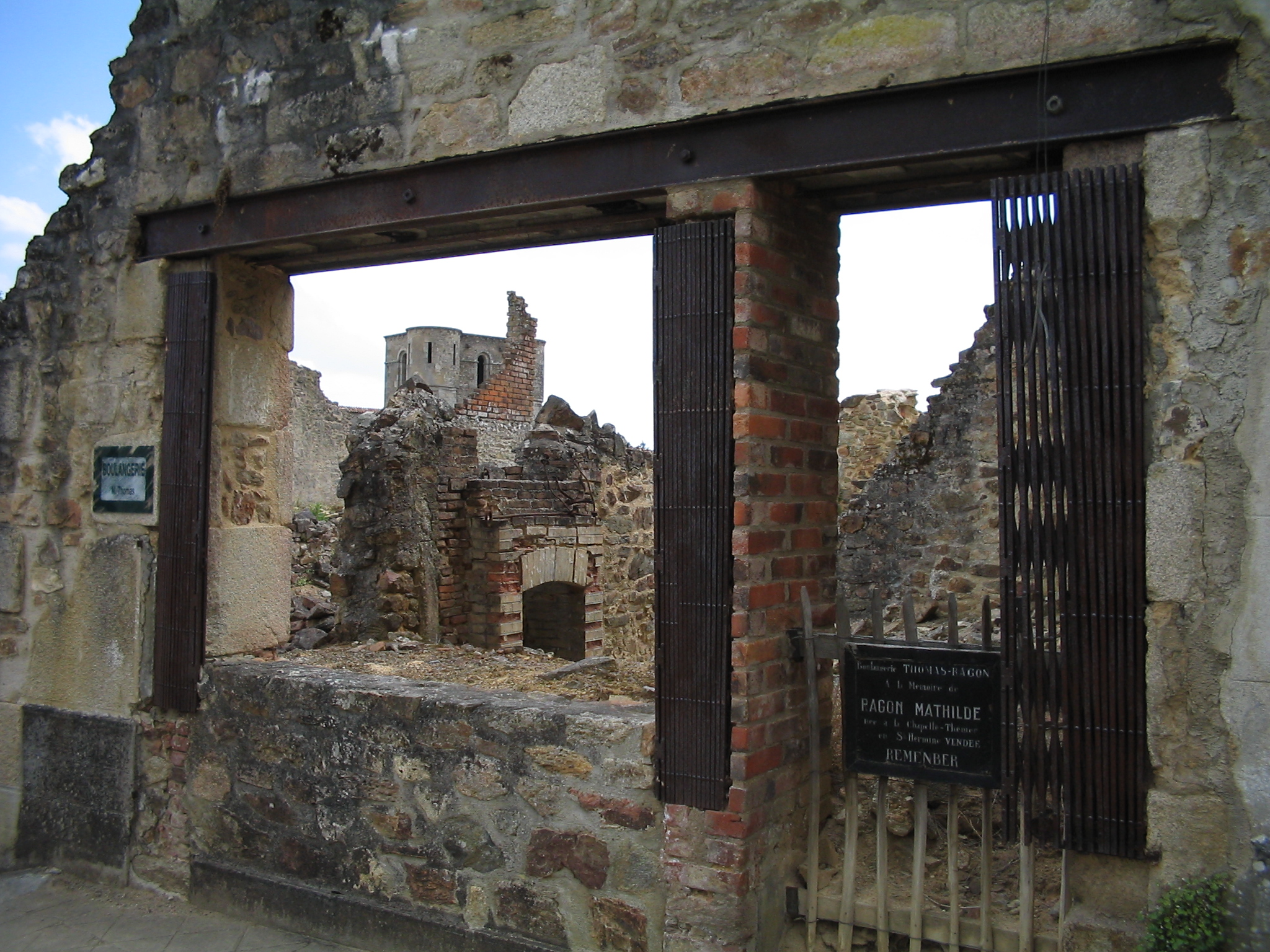
Boulangerie Thomas-Ragon.
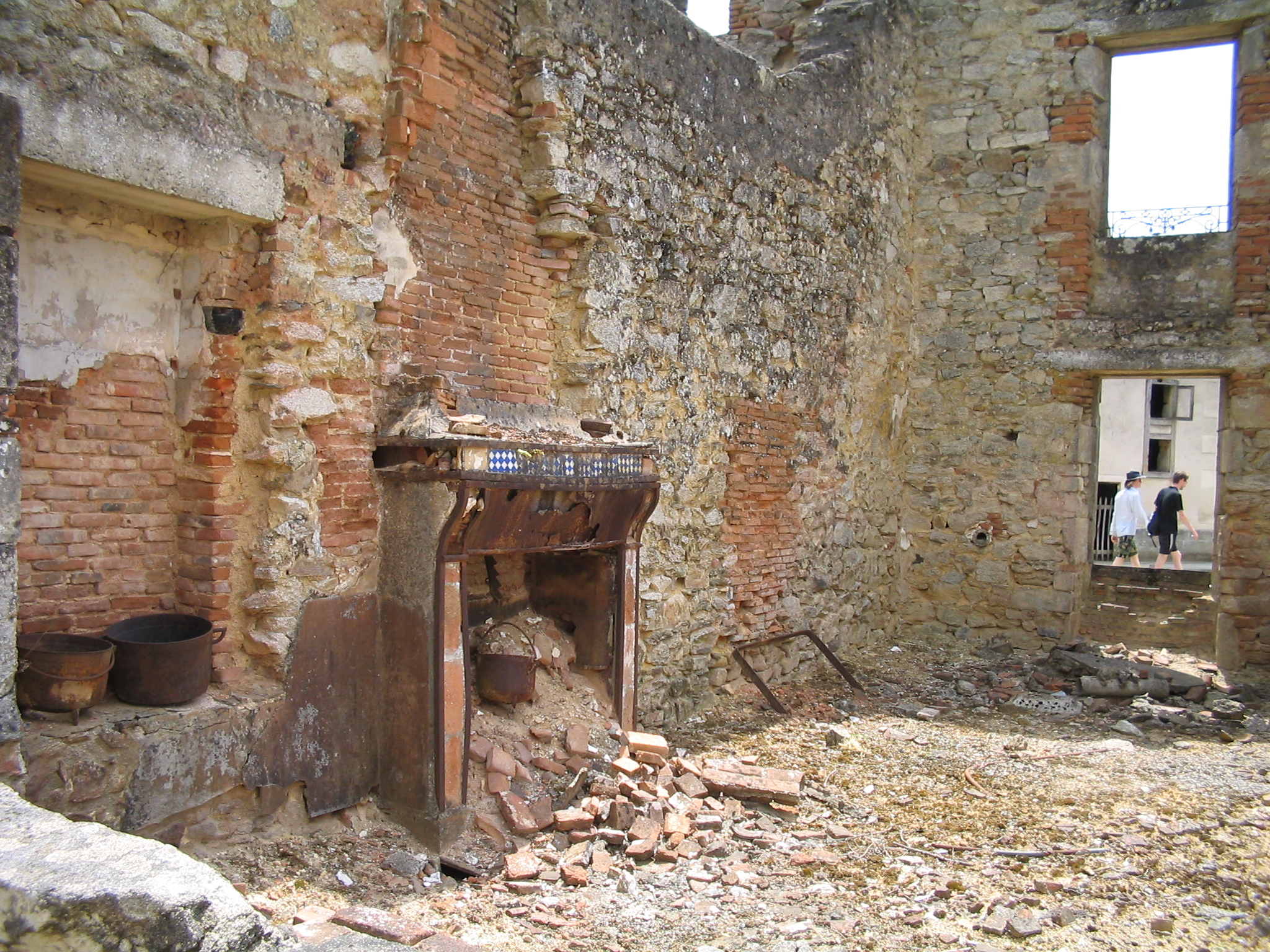
Une cheminée avec ses chaudrons.
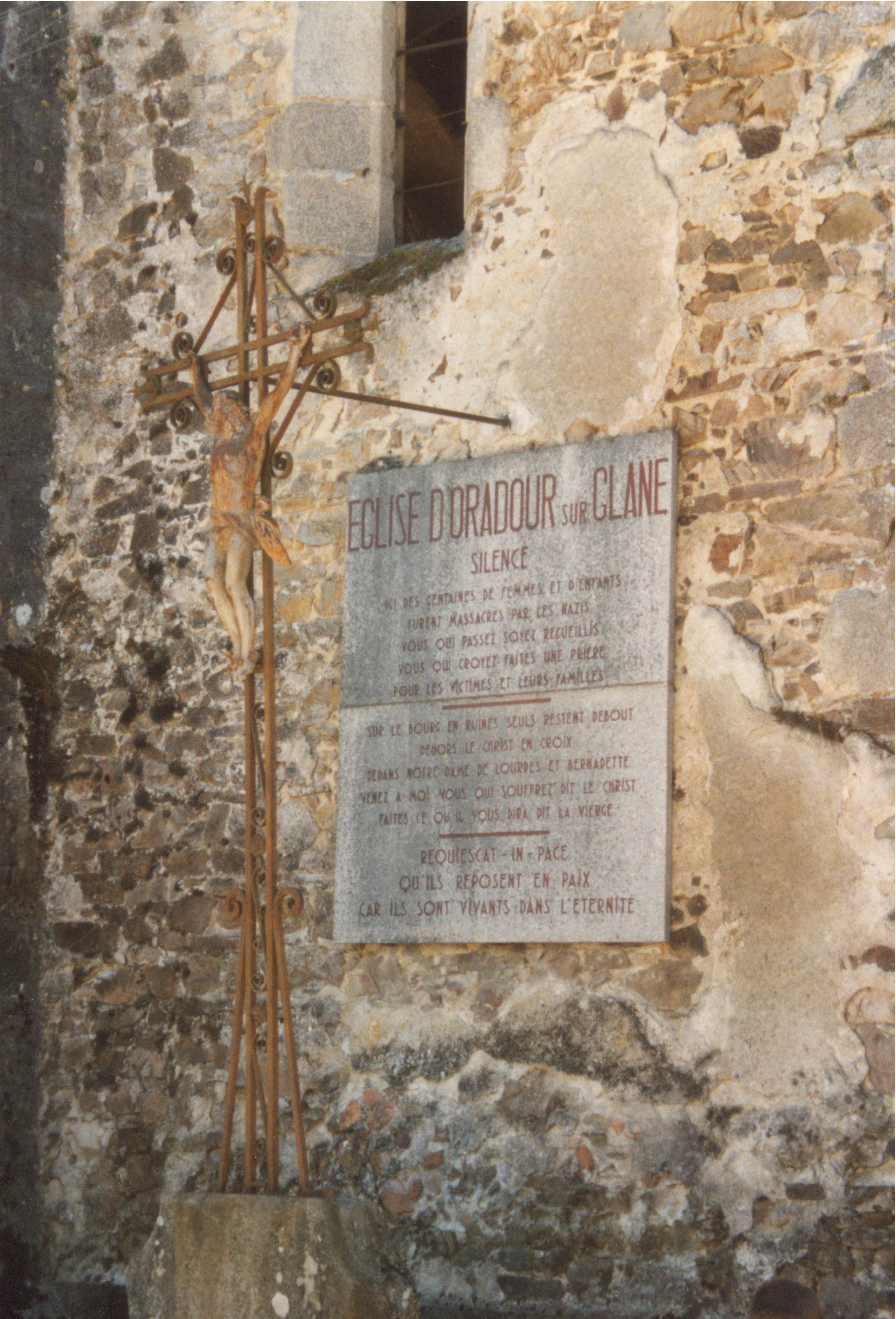
Plaque sur un mur de l'église.
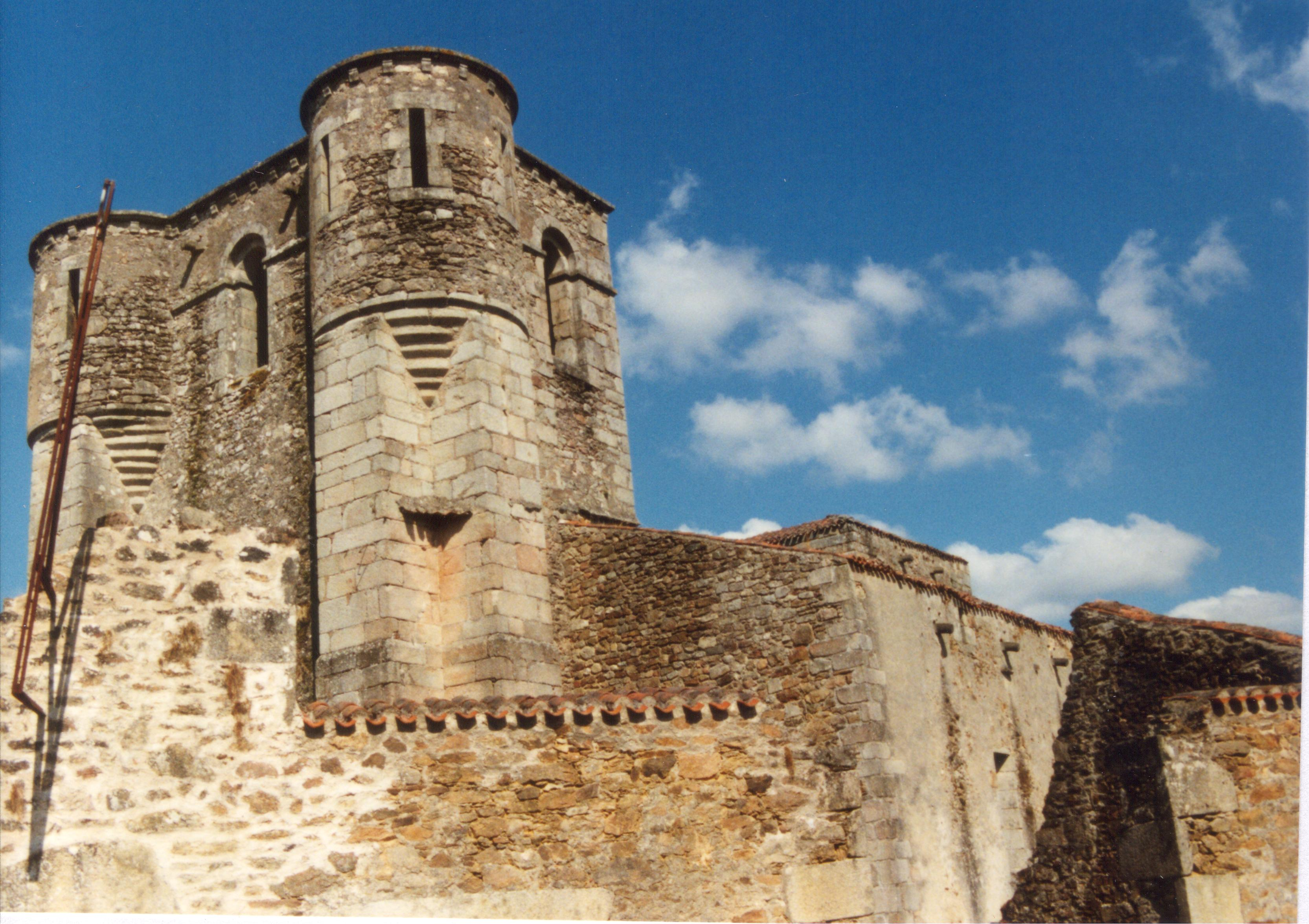
Église d'Oradour-sur-Glane, le clocher.
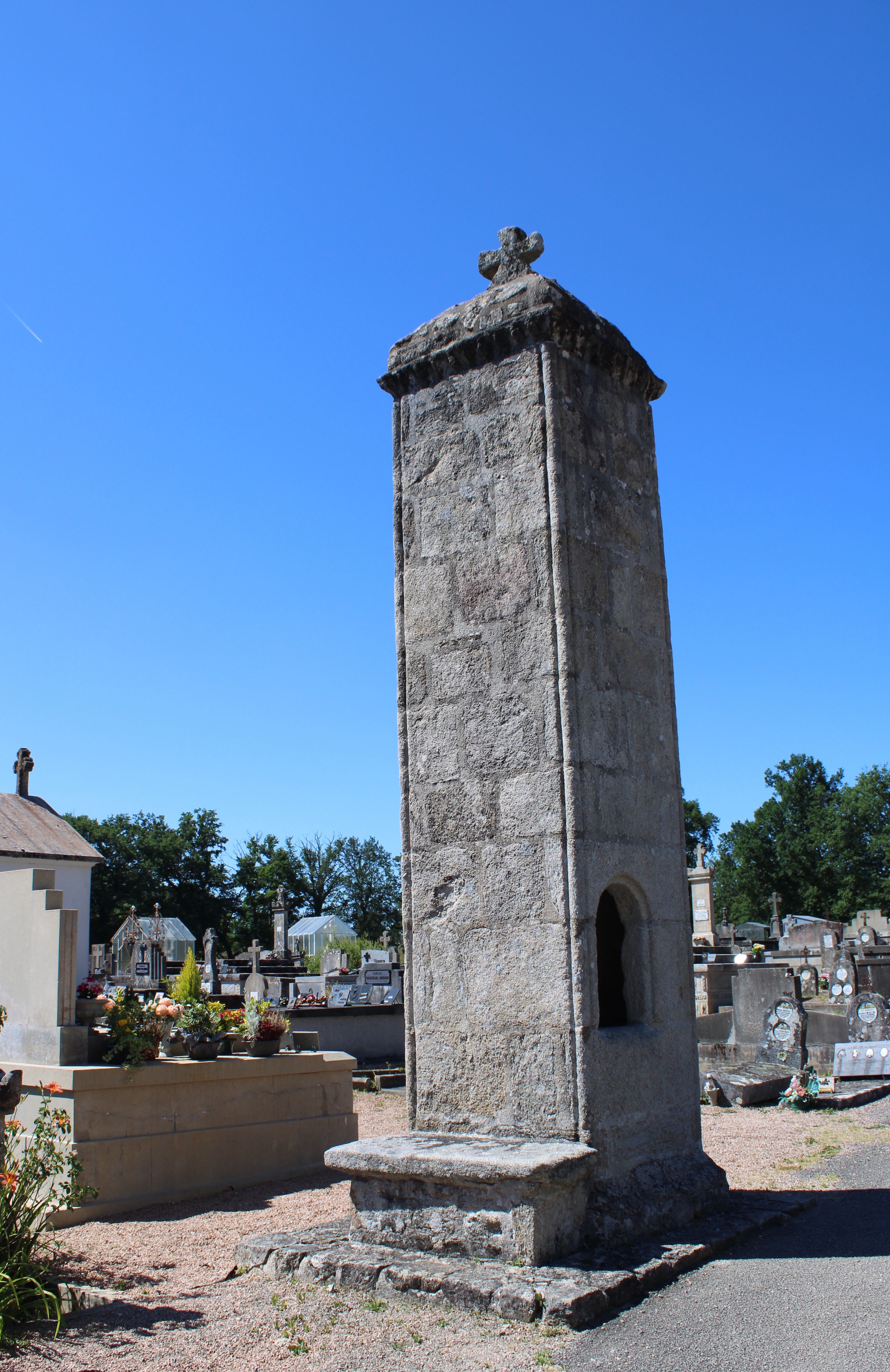
La lanterne des morts du cimetière.
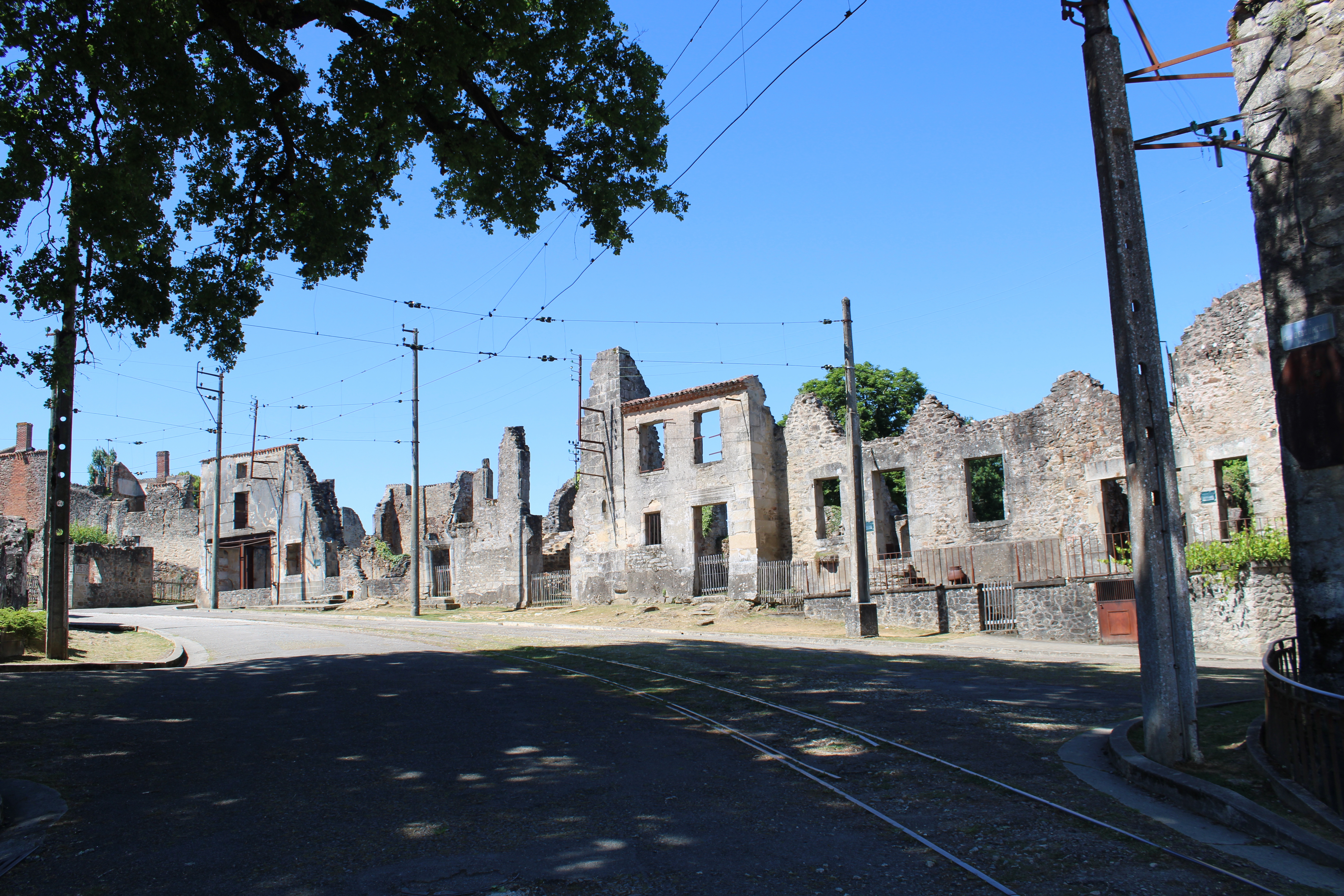
La rue principale.
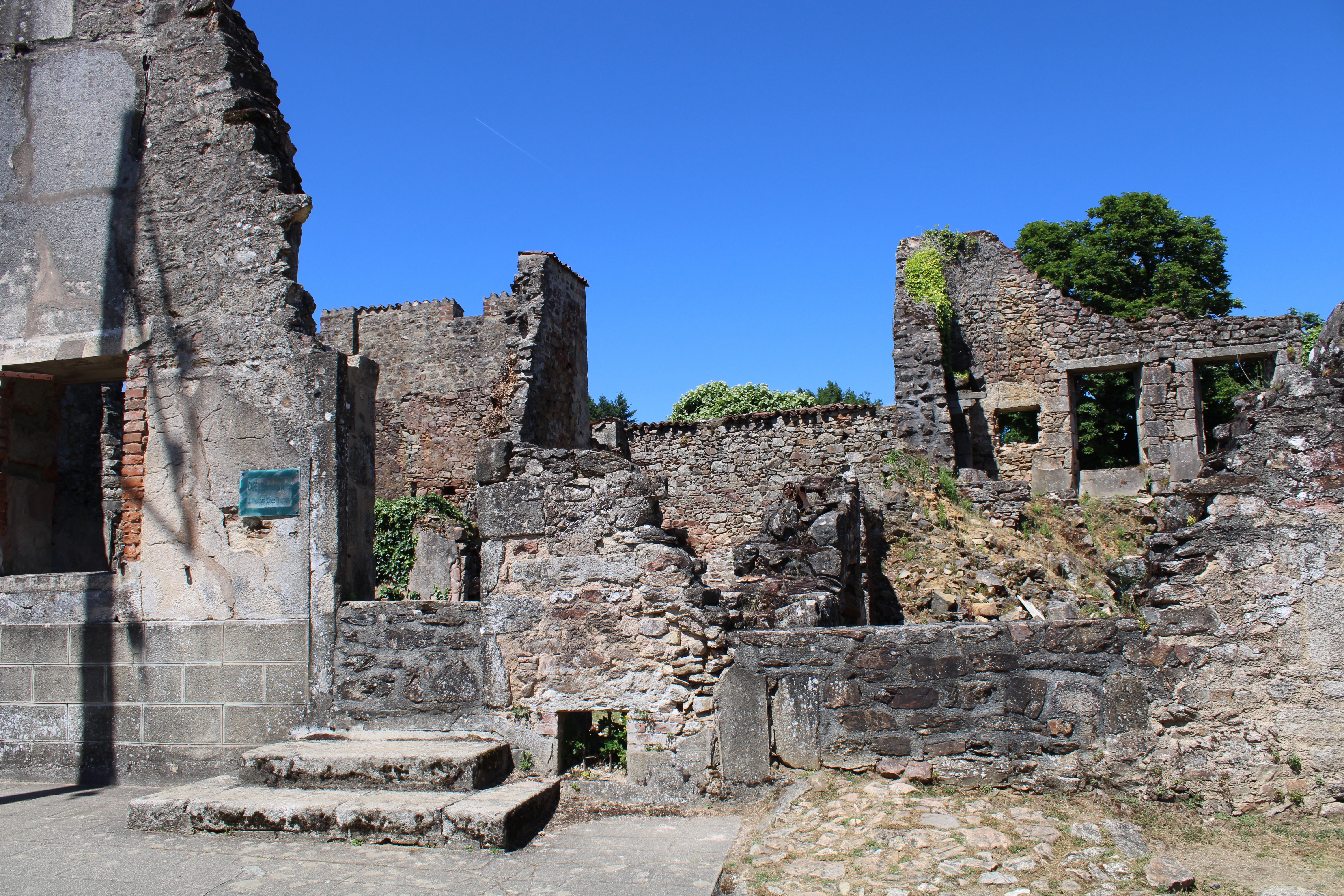
La café Chez Thomas.

### La reconstruction

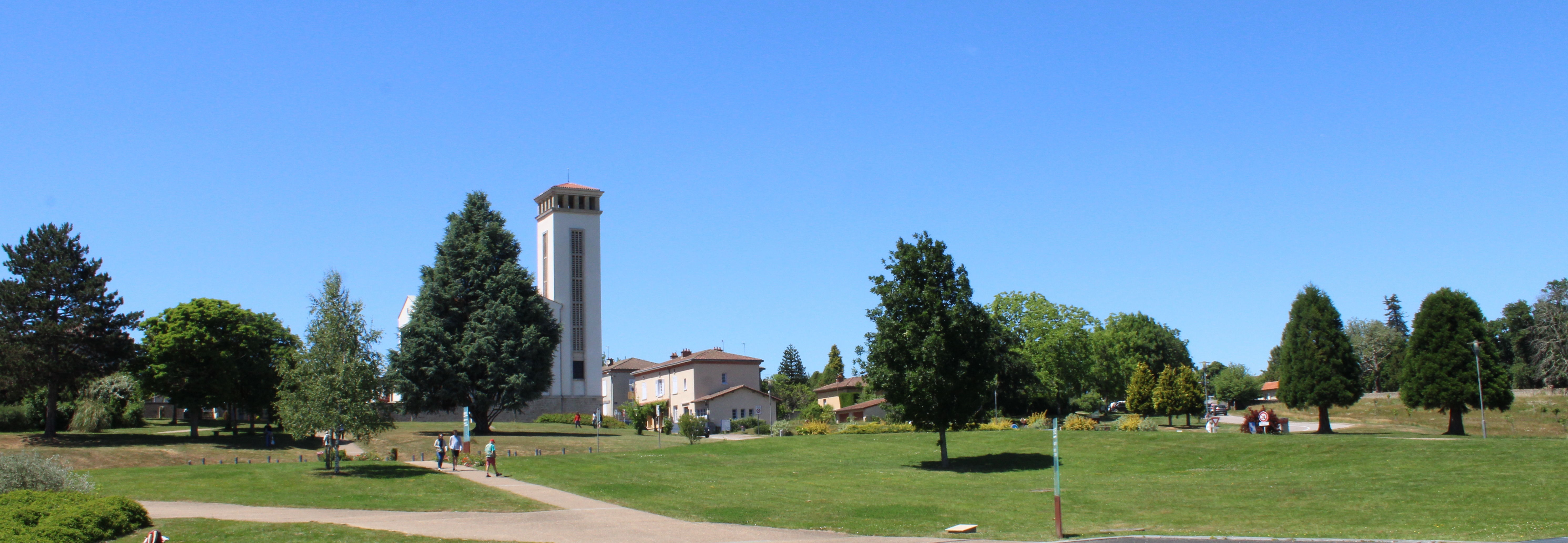
Panorama du nouveau village.

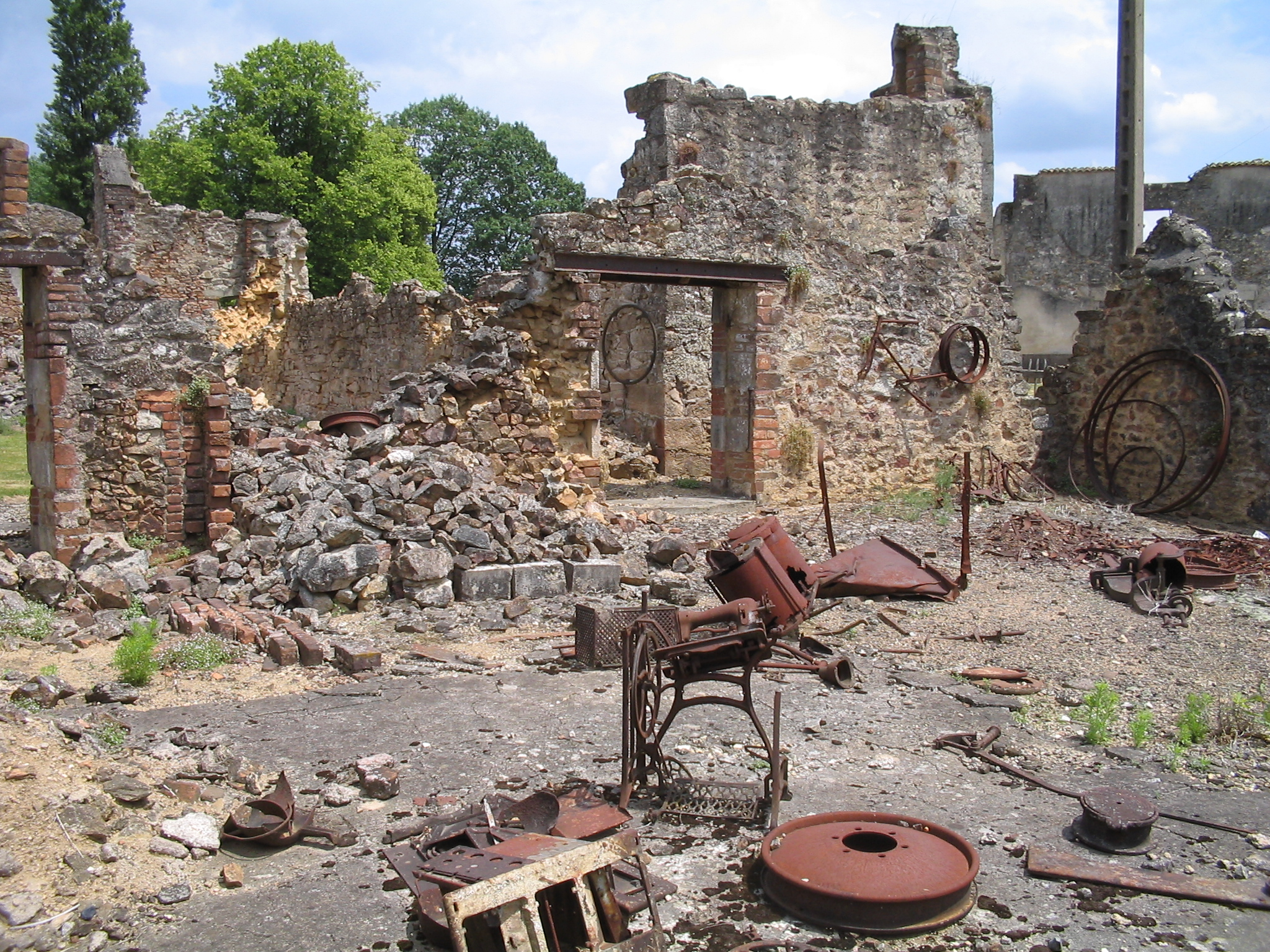
Ruines actuelles d'une maison de l'ancien village d'Oradour-sur-Glane.

Pour la première fois dans l'histoire de France, on décida dès juillet 1944 de conserver l'ancien bourg dans l'état de ruine où il se trouvait après le massacre et l'incendie, afin d'entretenir l'émotion provoquée par la découverte de ce crime de guerre. Par la suite, l'ensemble ayant été classé, la conservation de ces scènes de désastre a posé beaucoup de problèmes aux services des monuments historiques pour que la nature ne reprenne pas le dessus avec de la mousse, avec de la végétation, avec de l'érosion, et perde son intensité dramatique pour se transformer en un paysage de ruines romantiques. Les matériaux des bâtiments et des chaussées ont dû être stabilisés et rendus imputrescibles avec des résines, les couleurs ravivées et fixées, le processus de ruine arrêté sans pour autant restaurer comme dans les monuments historiques normaux. Toutes les autres villes détruites pendant la guerre ont été reconstruites.
L'édification du nouveau bourg d'Oradour-sur-Glane fut alors prévue sur un autre emplacement. En raison de complications liées au droit de propriété et aux successions des victimes du massacre, la voie législative dut simplifier le processus. Ainsi, une ordonnance liant conservation et reconstruction fut élaborée par le ministère de la Reconstruction et de l'Urbanisme. Elle fut modifiée en tant que loi, votée et promulguée en mai 1946, condition du classement du site en tant que monument historique, d'expropriation des ayants droit, et de l'édification du nouveau village par utilisation des crédits des dommages de guerre qui toutefois se révéleront insuffisants.

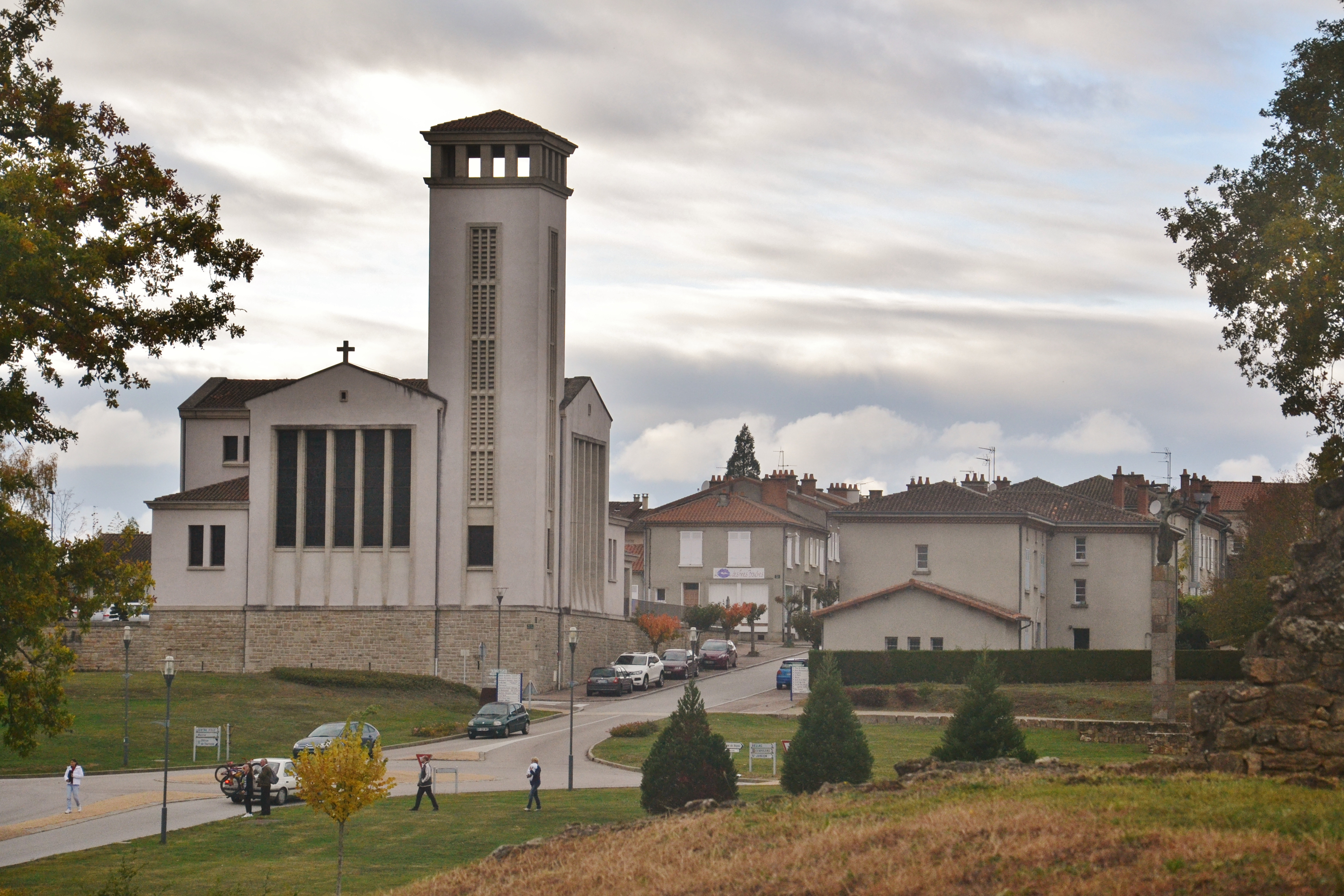
L'entrée du nouveau village.

C'est le président Vincent Auriol qui pose la première pierre, le 10 juin 1947. Le nouveau bourg, qui se doit d'être « exemplaire » (allusion notable au pilotage de l'État plus qu'à l'alliance décidée entre inspiration régionaliste et épuration du style moderne), sortit finalement de terre à l'ouest de l'ancien village-martyr dès 1949, les frais de reconstruction restant entièrement à la charge de l'État.
Le ministère de la Reconstruction et de l'Urbanisme nomma quatre architectes pour réaliser le projet, piloté par Pierre Paquet, inspecteur général des monuments historiques :
- Charles Dorian, architecte en chef chargé d'établir le plan de remembrement et d'aménagement du nouvel Oradour ;
- André Campagne, qui réalisa les plans de la mairie et de la poste ;
- Robert Mandon-Joly, architecte chargé du groupe scolaire ;
- Paul Villemain, responsable des plans de l'église.

Des réactions locales critiquèrent alors cette nomination d'architectes parisiens. En conséquence, des architectes locaux furent appelés à participer eux aussi à la reconstruction, mais ils n'intervinrent que pour les logements.

### Procès et réactions
Après huit années d'attente le procès de 21 soldats — sur les 64 identifiés — ayant participé au massacre d'Oradour a lieu en janvier-février 1953 devant le tribunal militaire de Bordeaux. Adolf Diekmann, le commandant SS responsable, ne sera pas jugé car il est mort sur le front de Normandie ; il est enterré au cimetière normand de la Cambe. Le 12 février 1953, le tribunal prononce les peines suivantes après délibérations :
- le sergent allemand Lenz, le plus gradé du détachement, est condamné à mort ;
- un autre militaire allemand qui a pu prouver son absence à Oradour le 10 juin est relaxé ;
- quatre autres militaires allemands sont condamnés à des peines de travaux forcés de dix à douze ans ;
- le seul Alsacien volontaire du groupe est condamné à mort ;
- neuf Alsaciens incorporés de force sont condamnés à des peines de travaux forcés de cinq à douze ans ;
- les quatre autres Alsaciens incorporés de force sont condamnés à des peines de prison de cinq à huit ans.

La population alsacienne proteste contre les peines infligées aux Malgré-nous, car ceux-ci ont été contraints d'exécuter les ordres des supérieurs allemands. Le procès de Bordeaux symbolise en quelque sorte le malaise alsacien : la population française n'a, dans sa grande majorité, pas connaissance du drame des 130 000 Alsaciens et Mosellans incorporés de force dans les armées allemandes.
Quant aux familles des victimes — et aux Limousins en général —, elles trouvent les sentences scandaleusement indulgentes : d'après elles, tous les participants au massacre auraient dû être condamnés à mort.
La loi d'amnistie votée dès le 19 février 1953 accentue ce sentiment d'outrage. La riposte d'Oradour est immédiate et se manifeste par :
- la demande pour qu'on lui rende le site commémoratif ;
- la décision de l'association nationale des familles des martyrs d'Oradour-sur-Glane de renvoyer la Croix de guerre décernée à Oradour en 1947, ainsi que la Légion d'honneur décernée à l'association en 1949 ;
- le refus de transférer les cendres des martyrs dans la crypte construite par l'État ;
- le refus de la présence de représentants de l'État aux cérémonies commémoratives (l'exception étant la visite du Général de Gaulle en 1962) ;
- l'inscription sur une plaque à l'entrée des ruines des noms des députés qui avaient voté l'amnistie.

Le collectif « Maquis de Corrèze », dirigé par le député honoraire Pierre Pranchère, s'oppose au projet de loi voté au Sénat en 2008 portant adaptation du droit pénal français à la Cour pénale internationale. En effet, ce texte prévoit une prescription des crimes de guerre pour trente ans (article 462-10), ce qui revient à déclarer une amnistie pour les responsables des massacres de Tulle et d'Oradour.
Le Centre de la Mémoire est un appel à la réflexion. Il décrit en détail et rappelle ce qui s'est passé ici même pour éviter que d'autres massacres n'aient lieu et ainsi perpétuer la notion de devoir de mémoire.

### Visite du président de la République fédérale d'Allemagne
Le 4 septembre 2013, le président français, François Hollande, accueille à Oradour le président fédéral de la République fédérale d'Allemagne, Joachim Gauck.

## Politique et administration

### Administration municipale
Le nombre d'habitants au dernier recensement étant compris entre 1 500 et 2 499, le nombre de membres du conseil municipal est de 19.

### Liste des maires
| Période                                  | Période   | Identité                       | Étiquette              | Qualité |
| ---------------------------------------- | --------- | ------------------------------ | ---------------------- | --- |
| Les données manquantes sont à compléter. |           |                                |                        | |
| 1800                                     | 1814      | Martial Dupuy                  |                        | |
| 1814                                     | 1815      | François Moulinier             |                        | |
| 1815                                     | 1817      | Léonard Gouzon de la Chaumette |                        | |
| 1817                                     | 1820      | Jean-Baptiste de Perry         |                        | |
| 1820                                     | 1821      | Martial Dupuy                  |                        | |
| 1821                                     | 1846      | Gabriel Lavérine (1772-1860)   |                        | Chirugien major, chevalier de la Légion d'honneur                                                          |
| 1846                                     | 1848      | François Grenet                |                        | |
| 1848                                     | 1869      | Jean-Baptiste Désourteaux      |                        | |
| 1869                                     | 1884      | Pierre-Léonce Segret           |                        | |
| 1884                                     | 1892      | Louis Barataud                 |                        | |
| 1892                                     | 1906      | Émile Désourteaux              |                        | Médecin |
| 1906                                     | 1919      | Paul Désourteaux               |                        | |
| 1919                                     | 1941      | Joseph Beau (1870-1944)        | SFIO                   | Négociant Victime du massacre du 10 juin 1944 Mort pour la France                                          |
| 1941                                     | 1944      | Paul Désourteaux (1872-1944)   |                        | Médecin, nommé Président de la délégation spéciale Victime du massacre du 10 juin 1944 Mort pour la France |
| mai 1945                                 | mai 1953  | Aimé Faugeras                  | PCF                    | |
| mai 1953                                 | mars 1959 | Jean Brouillaud                |                        | |
| mars 1959                                | juin 1995 | Robert Lapuelle                | UNR puis SE            | Médecin |
| juin 1995                                | mars 2014 | Raymond Frugier                | RPR puis DVD           | |
| mars 2014                                | En cours  | Philippe Lacroix               | DVD puis LREM-Horizons | Enseignant                                                                                                 |
| Les données manquantes sont à compléter. |           |                                |                        | |

### Jumelages
Après la Seconde Guerre mondiale, Oradour-sur-Glane a été jumelée avec le village grec de Distomo, qui a connu le même jour qu'Oradour un massacre semblable. Dans le village reconstruit, non loin de la mairie, se trouve une rue de Distomon où se situe le siège de l'Association Nationale des Familles des Martyrs d’Oradour-sur-Glane.
Par ailleurs Oradour-sur-Glane est jumelée depuis 2017 avec Belchite en Espagne.

## Population et société

### Démographie

#### Évolution démographique
L'évolution du nombre d'habitants est connue à travers les recensements de la population effectués dans la commune depuis 1793. Pour les communes de moins de 10 000 habitants, une enquête de recensement portant sur toute la population est réalisée tous les cinq ans, les populations de référence des années intermédiaires étant quant à elles estimées par interpolation ou extrapolation. Pour la commune, le premier recensement exhaustif entrant dans le cadre du nouveau dispositif a été réalisé en 2008.

En 2022, la commune comptait 2 517 habitants, en évolution de +1,45 % par rapport à 2016 (Haute-Vienne : −0,68 %, France hors Mayotte : +2,11 %).
| 1793  | 1800  | 1806  | 1821  | 1831  | 1836  | 1841  | 1846  | 1851  |
| ----- | ----- | ----- | ----- | ----- | ----- | ----- | ----- | ----- |
| 1 303 | 1 191 | 1 222 | 1 585 | 1 722 | 1 740 | 1 824 | 1 989 | 1 919 |

| 1856  | 1861  | 1866  | 1872  | 1876  | 1881  | 1886  | 1891  | 1896  |
| ----- | ----- | ----- | ----- | ----- | ----- | ----- | ----- | ----- |
| 1 952 | 1 848 | 1 874 | 1 830 | 1 903 | 1 946 | 1 940 | 2 045 | 2 030 |

| 1901  | 1906  | 1911  | 1921  | 1926  | 1931  | 1936  | 1946  | 1954  |
| ----- | ----- | ----- | ----- | ----- | ----- | ----- | ----- | ----- |
| 1 966 | 1 972 | 2 019 | 1 789 | 1 718 | 1 601 | 1 574 | 1 145 | 1 450 |

| 1962  | 1968  | 1975  | 1982  | 1990  | 1999  | 2006  | 2008  | 2013  |
| ----- | ----- | ----- | ----- | ----- | ----- | ----- | ----- | ----- |
| 1 540 | 1 671 | 1 759 | 1 941 | 1 998 | 2 025 | 2 188 | 2 222 | 2 424 |

| 2018  | 2022  | - | - | - | - | - | - | - |
| ----- | ----- | - | - | - | - | - | - | - |
| 2 466 | 2 517 | - | - | - | - | - | - | - |

#### Pyramide des âges
En 2018, le taux de personnes d'un âge inférieur à 30 ans s'élève à 31,9 %, soit en dessous de la moyenne départementale (32,0 %). De même, le taux de personnes d'âge supérieur à 60 ans est de 29,1 % la même année, alors qu'il est de 31,4 % au niveau départemental.
En 2018, la commune comptait 1 196 hommes pour 1 270 femmes, soit un taux de 51,50 % de femmes, légèrement inférieur au taux départemental (52,37 %).
Les pyramides des âges de la commune et du département s'établissent comme suit.
| Hommes | Classe d’âge | Femmes |
| ------ | ------------ | ------ |
| 1,3    | 90 ou +      | 0,9    |
| 7,1    | 75-89 ans    | 9,1    |
| 20,1   | 60-74 ans    | 19,7   |
| 21,0   | 45-59 ans    | 16,9   |
| 18,7   | 30-44 ans    | 21,3   |
| 12,5   | 15-29 ans    | 12,4   |
| 19,4   | 0-14 ans     | 19,7   |

| Hommes | Classe d’âge | Femmes |
| ------ | ------------ | ------ |
| 1,1    | 90 ou +      | 2,7    |
| 8,9    | 75-89 ans    | 11,8   |
| 19,6   | 60-74 ans    | 20,2   |
| 20,2   | 45-59 ans    | 19,3   |
| 16,9   | 30-44 ans    | 15,8   |
| 17,2   | 15-29 ans    | 16,2   |
| 16,1   | 0-14 ans     | 14,1   |

### Enseignement
Oradour-sur-Glane est située dans l'académie de Limoges.
La commune administre une école maternelle et une école élémentaire regroupant 271 élèves en 2012-2013.

### Cultes
Le territoire de la commune dépend de la paroisse Saint-Amand-de-Vienne-et-Glane au sein du diocèse de Limoges, le culte catholique est célébré un dimanche sur deux.

## Économie

### Revenus de la population et fiscalité
En 2010, le revenu fiscal médian par ménage était de 26 318 €, ce qui plaçait Oradour-sur-Glane au 20 761e rang parmi les 31 525 communes de plus de 39 ménages en métropole.

### Emploi
En 2009, la population âgée de 15 à 64 ans s'élevait à 1 380 personnes, parmi lesquelles on comptait 73,0 % d'actifs dont 68,6 % ayant un emploi et 4,4 % de chômeurs.
On comptait 710 emplois dans la zone d'emploi, contre 538 en 1999. Le nombre d'actifs ayant un emploi résidant dans la zone d'emploi étant de 951, l'indicateur de concentration d'emploi est de 74,7 %, ce qui signifie que la zone d'emploi offre moins d'un emploi par habitant actif.

### Entreprises et commerces
Au 31 décembre 2010, Oradour-sur-Glane comptait 191 établissements : 44 dans l’agriculture-sylviculture-pêche, 16 dans l'industrie, 20 dans la construction, 91 dans le commerce-transports-services divers et 20 étaient relatifs au secteur administratif.
En 2011, onze entreprises ont été créées à Oradour-sur-Glane, dont cinq par des autoentrepreneurs.

## Culture locale et patrimoine

### Lieux et monuments

#### Lieux et monuments remarquables

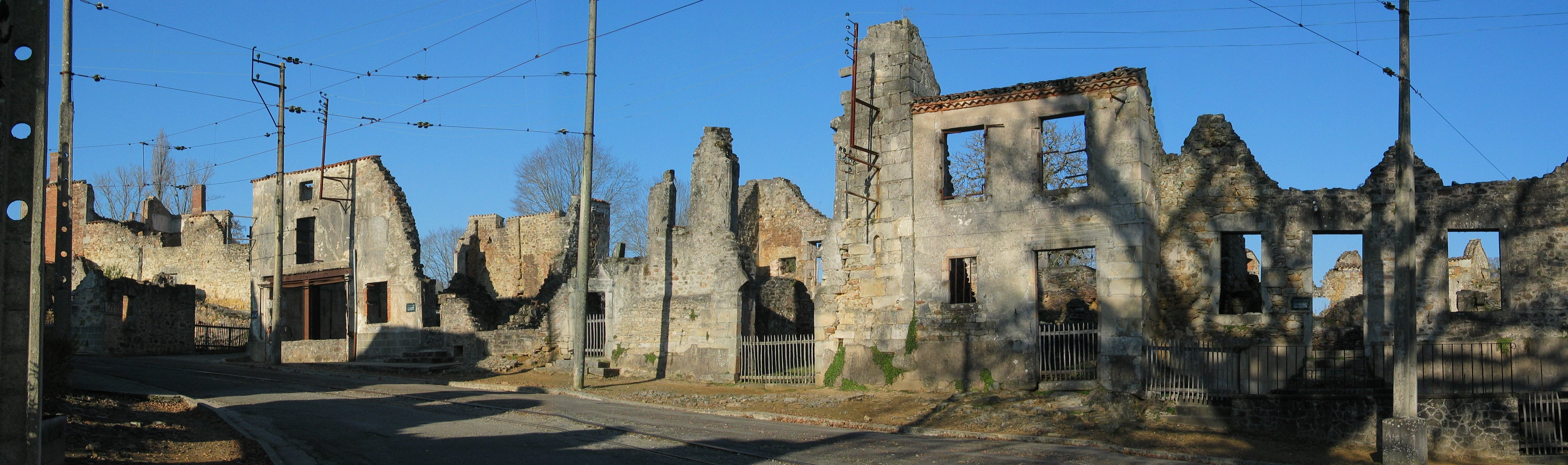
Entrée Est à droite, les ruines de la rue principale avec les rails de la voie et les câbles de la caténaire du tramway départemental de Limoges.

La commune contient cinq monuments répertoriés à l'inventaire des monuments historiques, une statue classée au titre d'objet à l'inventaire des monuments historiques et aucun lieu ou monument répertorié à l'inventaire général du patrimoine culturel, :
- l'église Saint-Martin, construite à quelques centaines de mètres du village martyr. Dessinée par l'architecte Paul Villemain, elle est construite en 1952[54], les cloches sont bénites le 12 juillet 1953. Cette construction au style un peu académique reste modeste par ses dimensions et par son vocabulaire architectural. Basée sur un plan en croix grecque, elle est inondée de lumière par une série de trois murs-rideaux comportant de fines baies rectangulaires, ornées de vitraux modernistes de Francis et Pierre Chigot (sur le dessin de Pierre Parot). La façade est une interprétation libre des canons antiques. Le portail, qui s'inscrit dans une immense arcade rectangulaire, abrite des fresques relatant la vie de saint Martin, œuvre de l'artiste Burkhalter. Jouxtant l'église (côté est), une statue d'Apel·les Fenosa est dédiée aux martyrs d'Oradour. Cette église est inscrite depuis le 5 octobre 2012[55].
- le château de Laplaud. Héritier d'un ancien manoir du début du XVIIe siècle, le château actuel est restauré en 1790 par l'architecte Mathurin Brousseau, qui reconstruit sa façade principale. Au XVIIe siècle, cette demeure accueille Marie Bruneau des Loges, un des beaux esprits de son temps, qui s'y retire en 1629. Elle y meurt en 1641[56]. Une partie du château (façade, escalier central du corps de logis, grenier en pans de bois sur portique) est inscrite depuis le 11 juillet 1995[57].
- le village martyr, site classé depuis le 10 mai 1946[58]. Après la guerre, le général de Gaulle décide que les ruines du village ne seront pas reconstruites. Entourées par un haut mur de pierres avec deux portails d'accès cadenassés situés sur l'ancienne route qui traversait le village, elles sont devenues propriété de l'État et se dressent comme un mémorial à la douleur de la France sous l'Occupation, et un appel à ne jamais oublier. En 1999, le village est consacré « village martyr » par le président Jacques Chirac. Depuis cette date, le centre de la mémoire sert de trait d'union entre le nouveau village et les ruines. Grâce à des expositions permanentes permettant de mieux comprendre le contexte historique, ce centre de documentation prépare le visiteur au choc que représente la vue du village martyr. Les maisons, l'église, les commerces et les édifices publics en ruines à demi calcinés témoignent de la rage meurtrière qui s'est abattue sur ce petit village en cette fin de printemps 1944. En suivant la rue principale, on accède à la place du Champ-de-Foire. Des plaques apposées sur les maisons signalent les différents lieux de supplice et invitent au recueillement et à la réflexion. Les principaux monuments de ce petit bourg limousin, que rien ne destinait à être le symbole de la barbarie, sont encore bien visibles : l'hôtel des postes, l'école primaire, l'ancienne église Saint-Martin enfin, où périrent près de 500 femmes et enfants. Les ruines des maisons conservent encore de maigres éléments de mobilier, rouillés et vermoulus, tandis que des rues et des granges garages sont encore jonchées de quelques carcasses de voitures d'époque, ainsi que les rails et de la caténaire de l'ancien tramway départemental de Limoges. La visite de la maison du souvenir où sont rassemblés des objets ayant résisté aux flammes et celle du cimetière où reposent dans un ossuaire les restes calcinés des victimes laissent un souvenir impérissable.
- l'enceinte de terre et sa rampe d'accès, sont inscrites depuis le 10 décembre 1979[59] ;
- la lanterne des morts, au cimetière, est inscrite depuis le 6 février 1926[60]. Les lanternes des morts sont des monuments caractéristiques des anciennes provinces de l'Ouest de la France (Poitou, Saintonge, Aunis, Limousin, Périgord, Guyenne). Originellement toujours situés dans l'enceinte des cimetières, ces constructions étaient sans doute des fanaux funéraires. Prenant la forme de tours plus ou moins hautes, on y allumait des feux destinés à « guider » symboliquement les défunts, selon une hypothèse couramment établie. Celle d'Oradour-sur-Glane date du XIIe siècle. De forme rectangulaire, ornée d'une torsade sur la frise qui supporte le toit, elle se trouve toujours au centre du cimetière. Ses dimensions sont de 6,5 mètres de haut pour 1,2 mètre de côté[61].
- Une statue de "saint Victurnien", autrefois conservée dans l'église, a été retrouvée après l'incendie. Datée du milieu du XVe siècle, cette œuvre mutilée (nez, mains et pieds ont disparu, la statue ayant souffert des flammes) est classée au titre d'objet depuis le 21 mai 1957[62].

Les visiteurs sont au nombre de 400 000 en 1991 et de 370 000 en 1996.

#### Autres lieux et monuments
On peut encore citer l'ancienne église et le « centre de la mémoire ».

##### Ancienne église Saint-Martin

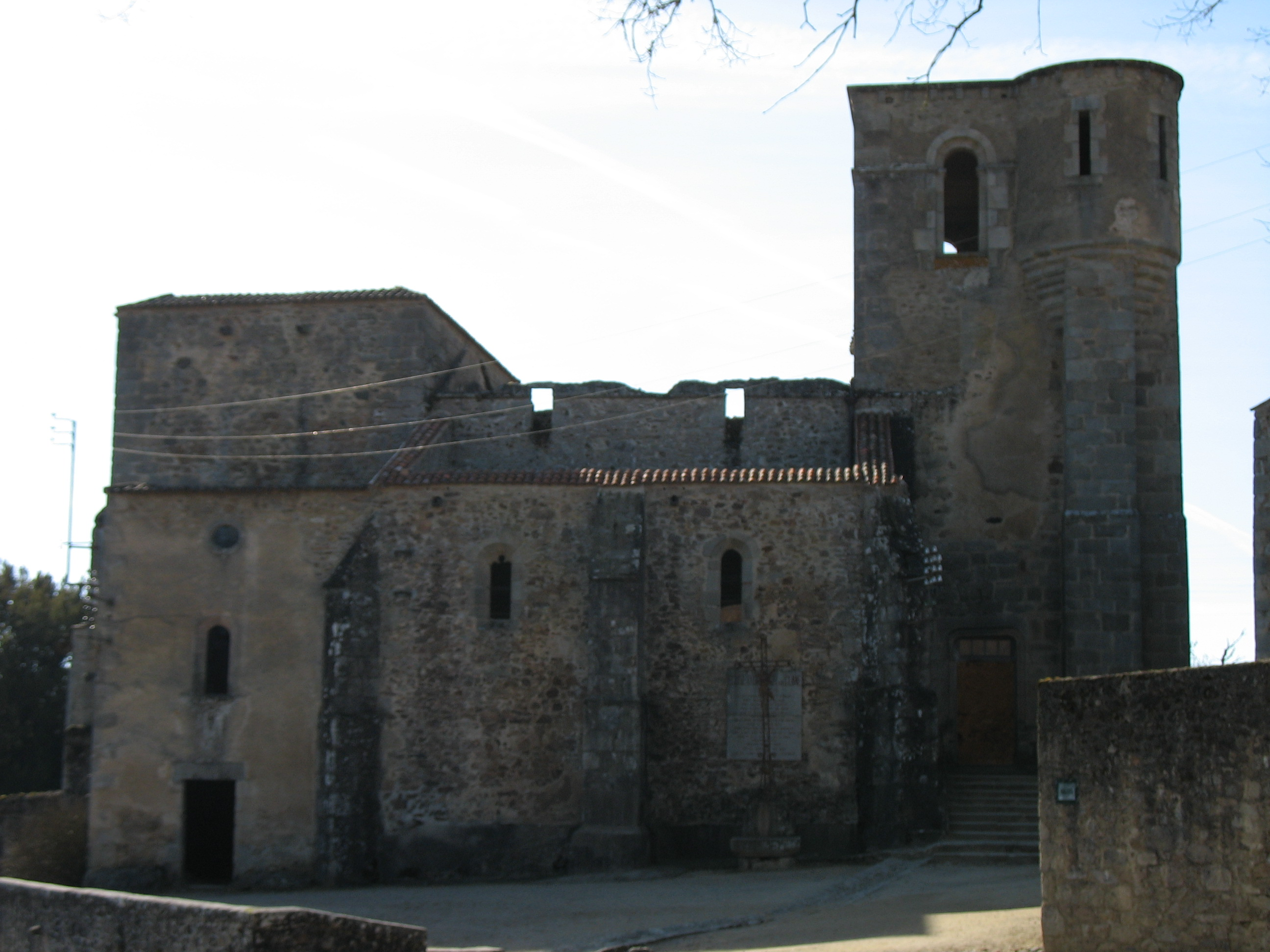
L'ancienne église Saint-Martin.

L'ancienne église Saint-Martin, située au cœur du village martyr, est devenue un des symboles de la tragédie du 10 juin 1944. C'est dans ses murs qu'ont été enfermés et assassinés plusieurs centaines de femmes et d'enfants de tous âges. Une seule femme a pu se hisser hors du brasier par une baie dont le vitrail était cassé et ainsi échapper au massacre. Une plaque apposée sur le mur invite les visiteurs au souvenir.
Modeste par ses dimensions, ses parties les plus anciennes datent du XIIe siècle. C'est de cette époque que date le chœur, qui conserve sa voûte romane, en berceau brisé. La nef et ses chapelles latérales sont refaites au XVe siècle, et couvertes de croisées d'ogives (disparues dans l'incendie de l'église, mais dont on voit encore le départ). Les guerres de religion conduisent à fortifier l'édifice, dont le clocher, qui se voit doté de deux tours d'angles en forme d'échauguettes.
Au XIXe siècle, l'église connaît plusieurs campagnes de restauration : le pavage et les voûtes sont refaits en 1838, de même que la charpente du clocher. De nouveaux vitraux sont mis en place à cette même époque. L'édifice est de nouveau réparé de 1860 à 1864 : la toiture est couverte de nouvelles tuiles creuses et la flèche du clocher (et des deux tours d'angles) est refaite en ardoise.

##### Centre de la mémoire

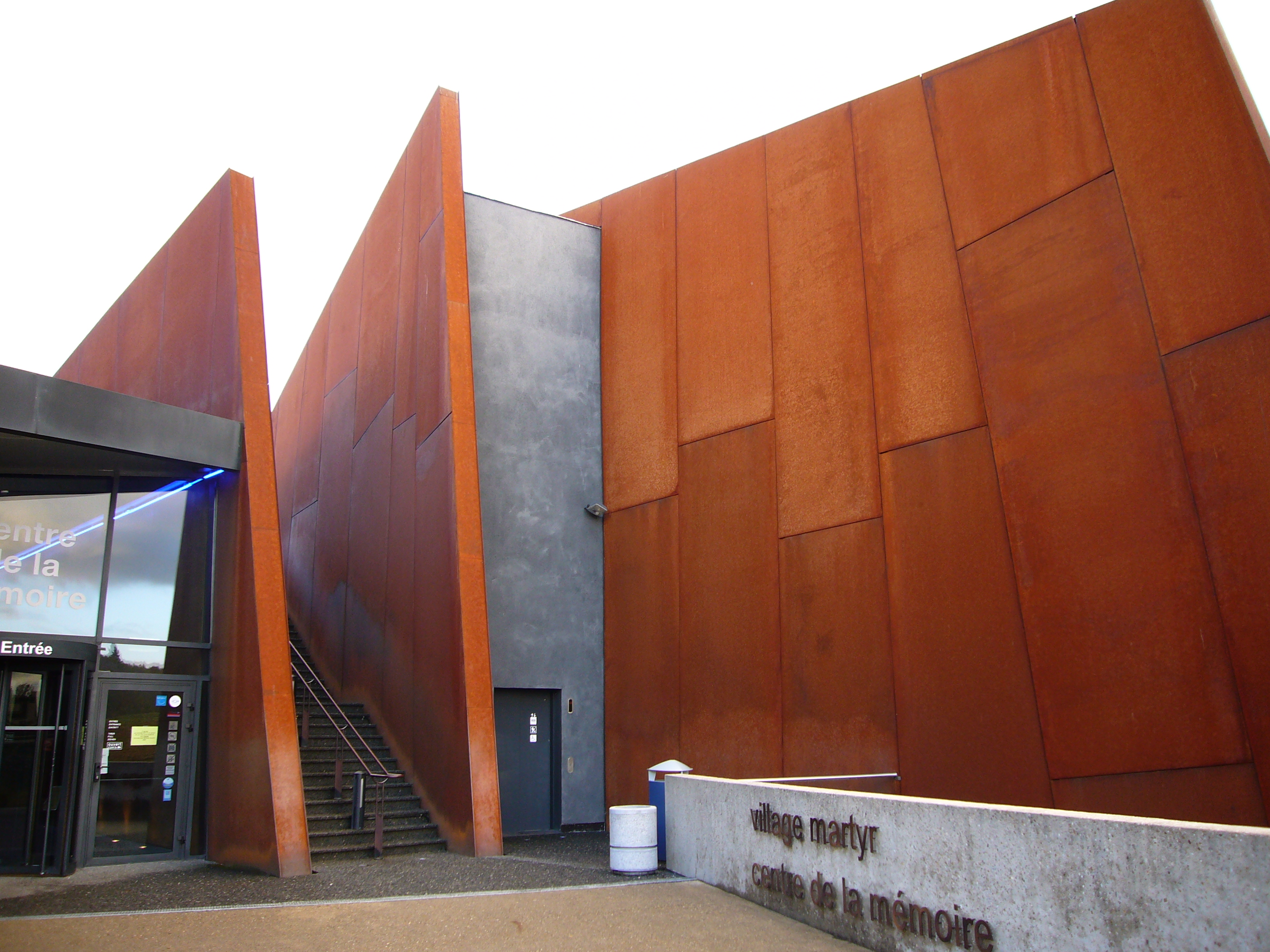
Le Centre de la mémoire.

Le Centre de la mémoire est un musée et un mémorial témoignant des atrocités commises par les occupants nazis au cours de la Seconde Guerre mondiale. Sa vocation est de perpétuer le souvenir des victimes, d'informer et d'œuvrer afin que de tels événements ne se reproduisent plus jamais. Le projet, qui naît en 1989, se concrétise dix ans plus tard et est inauguré par le président de la République Jacques Chirac et le ministre de la Culture Catherine Trautmann le 16 juillet 1999.
Son architecture atypique (qualifiée de « Non-architecture » par son concepteur, Yves Devraine) s'inscrit dans le cadre tourmenté du village martyr, distant de quelques centaines de mètres. Le centre présente des expositions permanentes permettant de mieux comprendre le drame, sans omettre de replacer la tragédie dans son contexte historique. Le visiteur transite ainsi dans quatre espaces thématiques, avant de rejoindre un « espace de réflexion » où des messages de paix et des citations sont présentés.
Des expositions temporaires ont également lieu dans l'enceinte du centre, où des stagiaires du service autrichien de la Mémoire sont accueillis régulièrement.
L'ensemble du mémorial et du village martyr font d'Oradour-sur-Glane le site le plus visité en Limousin, avec plus de 320 000 visiteurs en 2017.

### Philatélie
Un timbre postal avec surtaxe, au profit de l'Entraide française, commémorant l'anniversaire de la destruction d'Oradour-sur-Glane, d'une valeur de 4 + 2 francs, gris, représentant l'église en feu avec 2 SS en armes, a été émis le 13 octobre 1945. Il a fait l'objet d'une vente anticipée à Oradour le 13 octobre 1945.

### Dans les médias

#### Documentaire
- Une division SS en France, Das Reich : à partir d'images d'archives, ce documentaire produit par Nilaya Production (1 h 30 / Déconseillé -10 ans / 16:9 / stéréo), réalisé par Michaël Prazan et diffusé le lundi 2 mars 2015 à 20 h 50 sur France 3, raconte l’histoire de la division SS responsable du massacre.
- Oradour (1989) de Michel Follin et Marc Wilmart, film documentaire (52 min) sur la transmission de la mémoire du massacre hier et aujourd'hui, recueille le témoignage des survivants. Diffusé sur France 3 et France 3 Limousin Poitou-Charentes, il reçoit le prix du Patrimoine et le Grand Prix du ministère de la Culture.
- Un film amateur tourné dans les ruines du village en 1949.
- 10 juin 1944, court métrage documentaire réalisé en 1961 par Maurice Cohen.
- Une vie avec Oradour, film documentaire de Patrick Séraudie, sorti au cinéma en 2011.
- Un dimanche à Oradour, film amateur tourné en 1943. Il s'agit là des seules images animées connues du village avant la tragédie[68].

#### Cinéma
- Michel Mardore, critique, écrivain et cinéaste, s'est inspiré des faits d'Oradour-sur-Glane pour son film Le Sauveur, réalisé en 1971 et interprété par Horst Buchholz dans le rôle du nazi.
- Le Vieux Fusil (1975) de Robert Enrico avec Philippe Noiret et Romy Schneider, s'inspire librement de la tragédie d'Oradour-sur-Glane.

#### Télévision
- La série télé anglaise (1973-1974), The World at War.

#### Exposition
- Le Chant d'Oradour, exposition photographique de Laurent Bourdelas, Palais du Luxembourg, 2007, Sélection nationale du Printemps des poètes.

#### Musique
- Les amants d'Oradour est une chanson de Gérard Berliner (paroles Frank Thomas / musique Gérard Berliner - 1992. Le vertige des fleurs, CD Flarenasch 181.692). Elle a été chantée pour la première fois en 1991 au théâtre de l'Aktéon à Paris (sous la direction artistique de Roland Barbier).
- Le Requiem Oradour, composé par Michel Bosc, a été créé le 2 juin 2024, en commémoration des 80 ans du massacre, en l'église Saint-Martin, en présence des familles des victimes[69].

#### Littérature
- One Day in France (2015), roman d'Ethan Mordden, s'inspirant de cette histoire en employant des personnages fictifs.
- Oradour, poème français écrit par Jean Tardieu en septembre 1944
- Oradour-sur-Glane, 10 juin 1944 (scénario : Philippe Tomblaine ; dessin : Mario Riccio, Emmanuel Cerisier et Arnaud Jouffroy), docu-BD racontant la tragédie et l'histoire d'Oradour depuis 1944 (éditions Petit à petit - juin 2024).

#### Bande Dessinée
- Oradour 1944, L'Innocence assassinée (scénario : Jean-François Miniac ; dessin : Bruno Marivain), bande dessinée supervisée par Robert Hébras (éditions Anspach - juin 2024).

### Personnalités liées à la commune
- Marie Bruneau des Loges, salonnière française.
- Denise Bardet (10 juin 1920 - 10 juin 1944) : institutrice et auteure des Cahiers de Jeunesse de Denise Bardet[70].
- René Regaudie (1908-2000), homme politique français, il est à l'œuvre dans la conservation et à la reconstruction d'Oradour-sur-Glane.
- Robert Hébras, né en 1925 à Oradour-sur-Glane et mort en 2023, est une des six personnes à avoir survécu au massacre d'Oradour-sur-Glane le 10 juin 1944, et était le dernier témoin vivant.
- Camille Senon, née en 1925 à Oradour-sur-Glane, est une syndicaliste française.
- Jean-Claude Peyronnet (1940-), homme politique français, créateur du Centre de la mémoire d'Oradour-sur-Glane.

### Héraldique
| Blason de Oradour-sur-Glane | Blason  | « D'or à la croix alésée haussée de sable mouvant d'un brasier de gueules mouvant de la pointe, cantonnée en chef de deux dagues de gueules, la garde de sable, posées l'une en bande, l'autre en barre, la pointe vers le centre de la croix. » * Il y a là non-respect de la règle de contrariété des couleurs : ces armes sont fautives (gueules sur sable). |
| Blason de Oradour-sur-Glane | Détails | Armes parlantes. Le blason, ainsi que la devise « Ni haine ni oubli », font référence au massacre de 1944. . |

## Pour approfondir